# 대공황의 원인

1910년부터 1960년까지 미국의 연간 실질 GDP로, 대공황 시기(1929~1939)가 강조되어 있다.

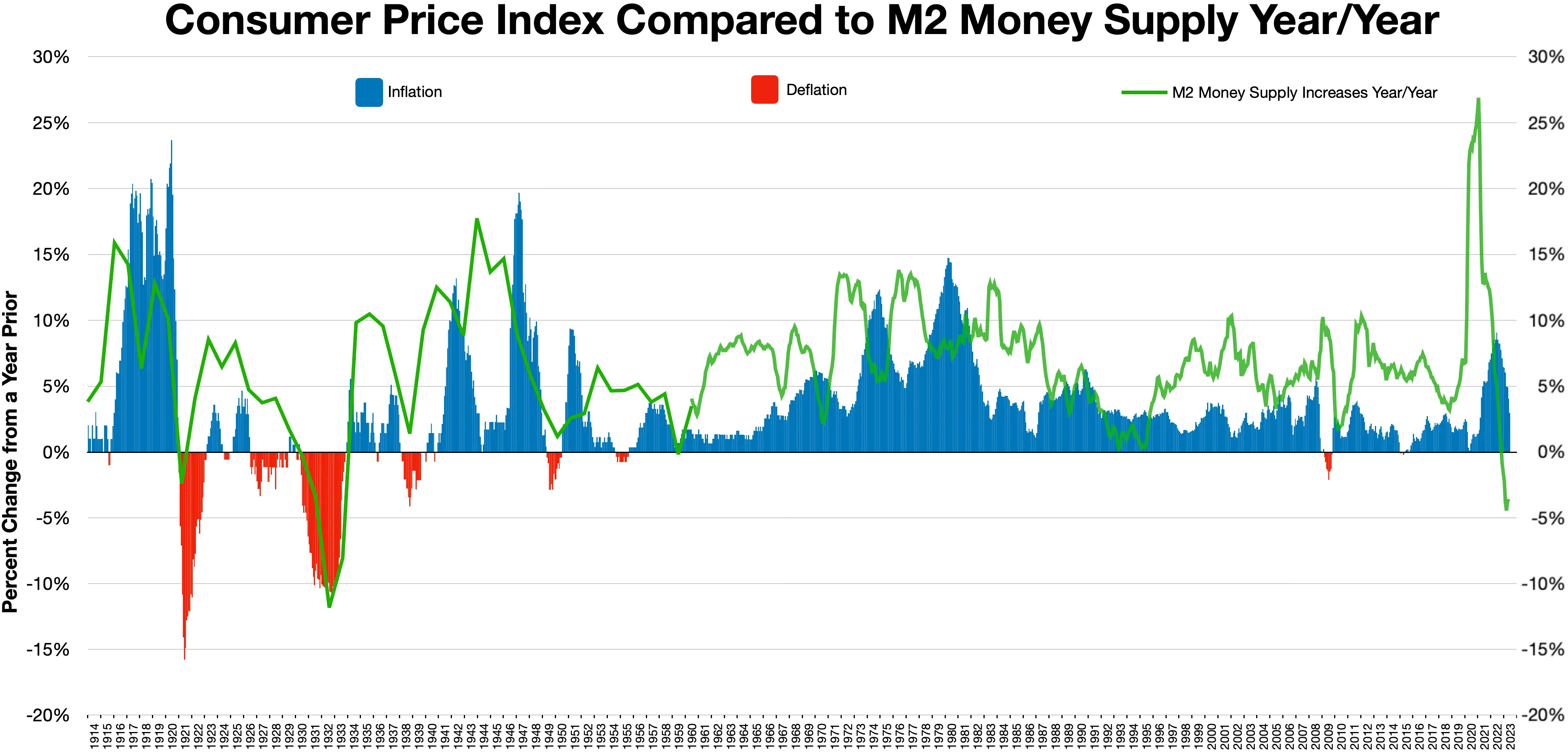
인플레이션
디플레이션

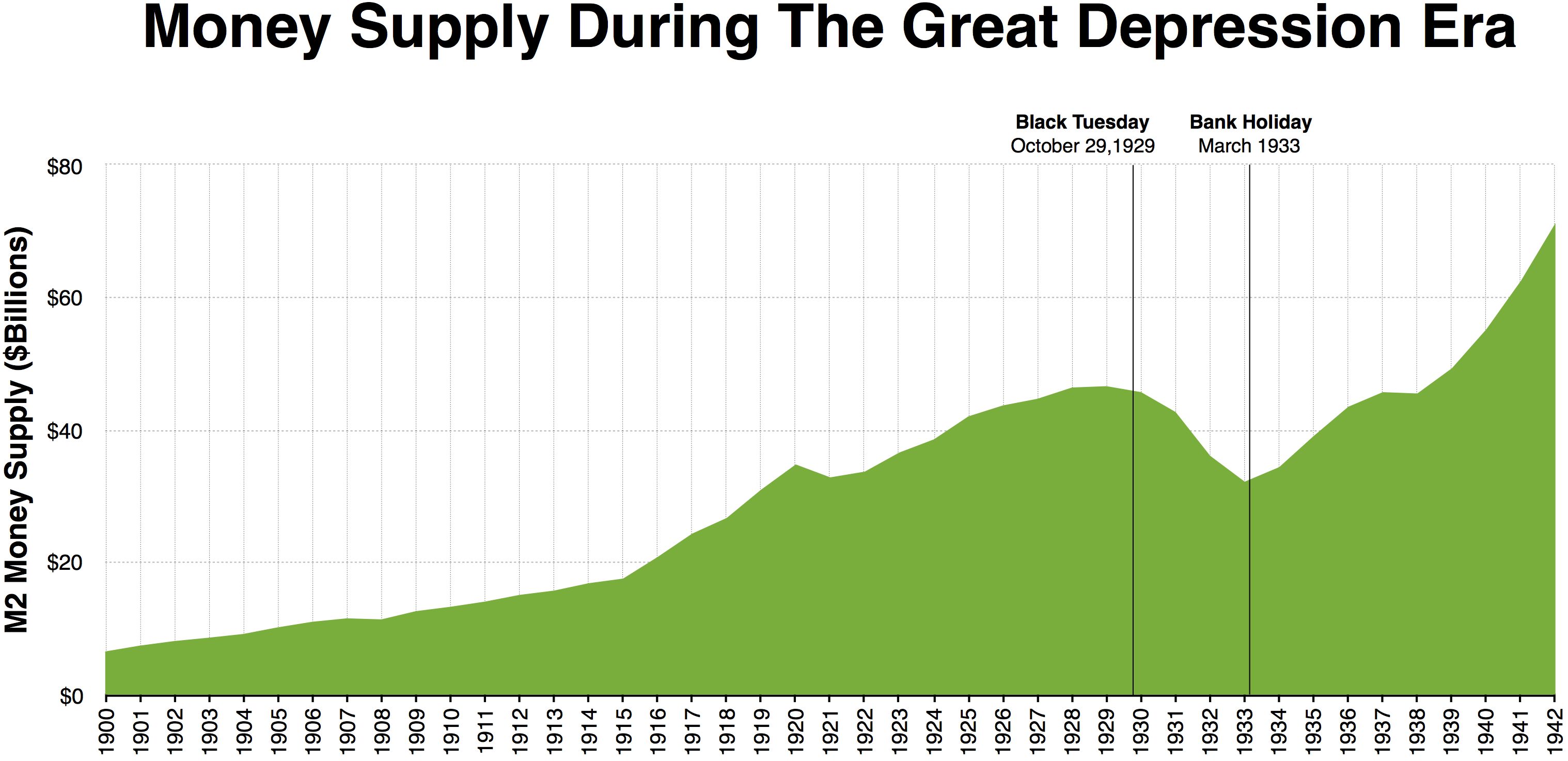
1929년 10월 24일 검은 목요일과 1933년 3월 은행 휴일 사이에 통화량이 급격히 감소했는데, 이는 미국 전역에서 대규모 뱅크런이 발생했기 때문이다.

20세기 초 미국에서 발생한 대공황의 원인(영어: Causes of the Great Depression)은 경제학자들에 의해 광범위하게 논의되었으며, 여전히 활발한 논쟁의 대상이다. 이는 더 큰 범위의 경제 위기와 경기후퇴에 대한 논쟁의 일부이다. 대공황 기간 동안 발생한 주요 경제 사건들은 널리 합의되어 있지만 주별, 월별 미세한 변동은 역사 문헌에서 종종 덜 탐구되는데, 이는 집합 해석이 현대 거시경제 모델링 및 통계 계측의 공식적인 요구 사항과 더 깔끔하게 일치하는 경향이 있기 때문이다.
초기 주식 시장 붕괴가 자산의 "공황 매도"를 촉발했다. 그 뒤를 이어 자산 및 상품 가격의 디플레이션, 수요 및 경제 내 총 통화량의 급격한 감소, 무역 중단이 발생하여 궁극적으로 광범위한 실업(1932년까지 1,300만 명 이상이 실업 상태)과 빈곤으로 이어졌다. 그러나 경제학자와 역사학자들은 대공황을 야기하거나 완화하는 데 있어 다양한 사건과 정부 경제 정책 간의 인과 관계에 대해 합의에 도달하지 못했다.
현재 주류 이론은 크게 두 가지 관점으로 분류될 수 있다. 첫째는 케인스 학파 및 제도주의 경제학자들의 수요 중심 이론으로, 대공황이 광범위한 신뢰 상실로 인해 투자 감소 및 지속적인 소비 부진을 초래하여 발생했다고 주장한다. 수요 중심 이론은 1929년 붕괴 이후의 금융위기가 소비 및 투자 지출의 갑작스럽고 지속적인 감소로 이어져 뒤따른 대공황을 야기했다고 주장한다. 일단 공황과 디플레이션이 시작되자, 많은 사람들은 시장에서 멀리 떨어져 있으면 더 이상의 손실을 피할 수 있다고 믿었다. 따라서 가격이 하락하고 주어진 금액으로 더 많은 상품을 살 수 있게 되자 현금을 보유하는 것이 수익성이 높아져 수요 감소를 악화시켰다.
둘째, 통화주의자들은 대공황이 평범한 경기침체로 시작되었지만, 통화 당국(특히 연방준비제도)의 중대한 정책 실수로 인해 통화량이 급격히 축소되었다고 주장한다. 이들은 이것이 경기 침체를 장기적인 경기침체로 변모시켰다고 주장한다. 관련 설명은 가격 하락이 가계와 기업의 실질 부채 부담을 증가시킨 부채 디플레이션의 역할을 강조한다.
케인스주의 및 통화주의 관점 외에도, 여러 다른 사상 학파들이 대안적인 설명을 제시한다. 오스트리아 학파 경제학자들은 대공황이 1920년대 신용 기반 호황의 피할 수 없는 조정이었으며, 그 이후의 정책 개입이 위기를 장기화시켰다고 주장한다. 실물적 경기순환 이론가들과 일부 새고전학파 거시경제학자들은 공급 측 충격, 임금 및 가격 경직성, 노동 시장 정책 및 규제와 같은 제도적 요인을 강조한다. 이러한 견해들은 강조하는 바는 다르지만, 대공황의 원인과 심각성에 대한 더 광범위하고 논쟁적인 이해에 기여한다.

## 금본위제로 돌아가려는 시도
제1차 세계 대전 중 많은 국가들이 다양한 방식으로 금본위제를 중단했다. 제1차 세계 대전 이후 1920년대에는 바이마르 공화국, 오스트리아, 그리고 유럽 전역에 걸쳐 높은 인플레이션이 있었다. 1920년대 후반에는 긴축 통화 정책을 통해 디플레이션과 높은 실업률을 야기하여 금본위제의 환율을 제1차 세계 대전 이전 수준으로 되돌리기 위한 노력이 있었다. 1933년 프랭클린 D. 루스벨트는 행정명령 6102호에 서명했고, 1934년에는 금준비법에 서명했다.
| 국가           | 금 복귀               | 금본위제 중단 | 외환 통제   | 평가 절하   |
| -------------- | --------------------- | ------------- | ----------- | ----------- |
| 오스트레일리아 | 1925년 4월            | 1929년 12월   | —           | 1930년 3월  |
| 오스트리아     | 1925년 4월            | 1933년 4월    | 1931년 10월 | 1931년 9월  |
| 벨기에         | 1926년 10월           | —             | —           | 1935년 3월  |
| 캐나다         | 1926년 7월            | 1931년 10월   | —           | 1931년 9월  |
| 체코슬로바키아 | 1926년 4월            | —             | 1931년 9월  | 1934년 2월  |
| 덴마크         | 1927년 1월            | 1931년 9월    | 1931년 11월 | 1931년 9월  |
| 에스토니아     | 1928년 1월            | 1933년 6월    | 1931년 11월 | 1933년 6월  |
| 핀란드         | 1926년 1월            | 1931년 10월   | —           | 1931년 10월 |
| 프랑스         | 1926년 8월~1928년 6월 | —             | —           | 1936년 10월 |
| 독일           | 1924년 9월            | —             | 1931년 7월  | —           |
| 그리스         | 1928년 5월            | 1932년 4월    | 1931년 9월  | 1932년 4월  |
| 헝가리         | 1925년 4월            | —             | 1931년 7월  | —           |
| 이탈리아       | 1927년 12월           | —             | 1934년 5월  | 1936년 10월 |
| 일본           | 1930년 12월           | 1931년 12월   | 1932년 7월  | 1931년 12월 |
| 라트비아       | 1922년 8월            | —             | 1931년 10월 | —           |
| 네덜란드       | 1925년 4월            | —             | —           | 1936년 10월 |
| 노르웨이       | 1928년 5월            | 1931년 9월    | —           | 1931년 9월  |
| 뉴질랜드       | 1925년 4월            | 1931년 9월    | —           | 1930년 4월  |
| 폴란드         | 1927년 10월           | —             | 1936년 4월  | 1936년 10월 |
| 루마니아       | 1927년 3월~1929년 2월 | —             | 1932년 5월  | —           |
| 스웨덴         | 1924년 4월            | 1931년 9월    | —           | 1931년 9월  |
| 스페인         | —                     | —             | 1931년 5월  | —           |
| 영국           | 1925년 5월            | 1931년 9월    | —           | 1931년 9월  |
| 미국           | 1919년 6월            | 1933년 3월    | 1933년 3월  | 1933년 4월  |

## 일반 이론적 추론
대공황에 대한 두 가지 고전적인 경쟁 이론은 케인스주의(수요 중심)와 통화주의 설명이다. 또한 케인스주의자와 통화주의자의 설명을 경시하거나 거부하는 다양한 이단적 이론들도 존재한다.
경제학자와 경제사학자들은 통화적 요인이 대공황의 주요 원인이라는 전통적인 통화적 설명이 옳은지, 아니면 자율적 지출, 특히 투자의 감소가 대공황 발생의 주요 설명이라는 전통적인 케인스주의적 설명이 옳은지에 대해 거의 동등하게 나뉘어져 있다. 오늘날에는 밀턴 프리드먼과 애나 슈워츠의 통화적 설명을 바탕으로 비통화적 설명을 추가하는 부채 디플레이션 이론과 기대 가설에 대한 주류의 지지가 있기 때문에 논쟁의 중요성이 덜하다.
연방준비제도가 통화 디플레이션과 은행 붕괴 과정을 단축했어야 한다는 데에는 공감대가 형성되어 있다. 연방준비제도가 그렇게 했다면 경제 침체는 훨씬 덜 심각하고 훨씬 짧았을 것이다.

### 주류 이론

#### 케인스주의
영국의 경제학자 존 메이너드 케인스는 그의 저서 고용, 이자 및 화폐의 일반 이론(1936)에서 대공황을 설명하는 데 도움이 되는 개념을 도입했다. 그는 많은 경제학자들이 경기 침체기에 작동해야 한다고 주장하는 자율 조정 메커니즘이 작동하지 않을 수 있는 이유가 있다고 주장했다.
경기후퇴 시 비개입주의 정책에 대한 한 가지 주장은 저축으로 인해 소비가 감소하면 저축이 이자율을 하락시킬 것이라는 것이었다. 고전 경제학자에 따르면, 이자율 하락은 투자 지출 증가로 이어지고 수요는 일정하게 유지될 것이다. 그러나 케인스는 이자율 하락에 대한 반응으로 투자가 반드시 증가하지는 않는다는 합리적인 이유가 있다고 주장한다. 기업은 이익에 대한 기대에 따라 투자를 한다. 따라서 소비 감소가 장기적으로 나타나면 추세를 분석하는 기업은 미래 매출에 대한 기대를 낮출 것이다. 따라서 그들이 가장 관심 없는 것은 낮은 이자율이 자본을 저렴하게 만들더라도 미래 생산을 늘리는 데 투자하는 것이다. 이 경우 소비 감소로 인해 경제는 전반적인 침체에 빠질 수 있다. 케인스에 따르면, 이러한 자기 강화적 역학 관계가 대공황 동안 극심하게 발생했으며, 파산이 흔했고, 일정 정도의 낙관주의를 필요로 하는 투자는 거의 발생하지 않았다. 이러한 견해는 경제학자들에 의해 종종 세이의 법칙에 반대하는 것으로 특징지어진다.
자본 투자 감소가 공황의 원인이었다는 생각은 장기 침체 이론의 핵심 주제이다.
케인스는 국민 정부가 경제 회복을 위해 일반적으로 소비자와 기업이 지출하는 돈을 더 많이 지출한다면 실업률이 하락할 것이라고 주장했다. 해결책은 연방준비제도가 "국민 정부가 빌리고 지출할 새로운 돈을 창출"하고, 소비자들이 더 많이 지출할 수 있도록 세금을 인상하기보다는 삭감하는 것이었다. 허버트 후버는 케인스가 해결책이라고 생각한 것과는 반대로 행동하여 연방 정부가 공황으로 인한 예산 부족을 줄이기 위해 과도하게 세금을 인상하도록 허용했다. 케인스는 이자율을 낮추면 더 많은 근로자를 고용할 수 있고, 기업이 더 많은 돈을 빌려 더 많은 제품을 생산하도록 장려할 것이라고 선언했다. 고용은 소비자들이 지출하는 금액을 증가시켜 정부가 더 이상 돈을 지출할 필요가 없도록 할 것이다. 케인스의 이론은 미국 내 대공황의 기간과 지속적인 실업률로 확인되었다. 정부 지출 증가로 제2차 세계 대전 준비를 위해 고용률이 상승하기 시작했다. "이러한 발전의 관점에서, 대공황에 대한 케인스주의적 설명은 경제학자, 역사학자, 정치인들에게 점점 더 받아들여졌다."

#### 통화주의

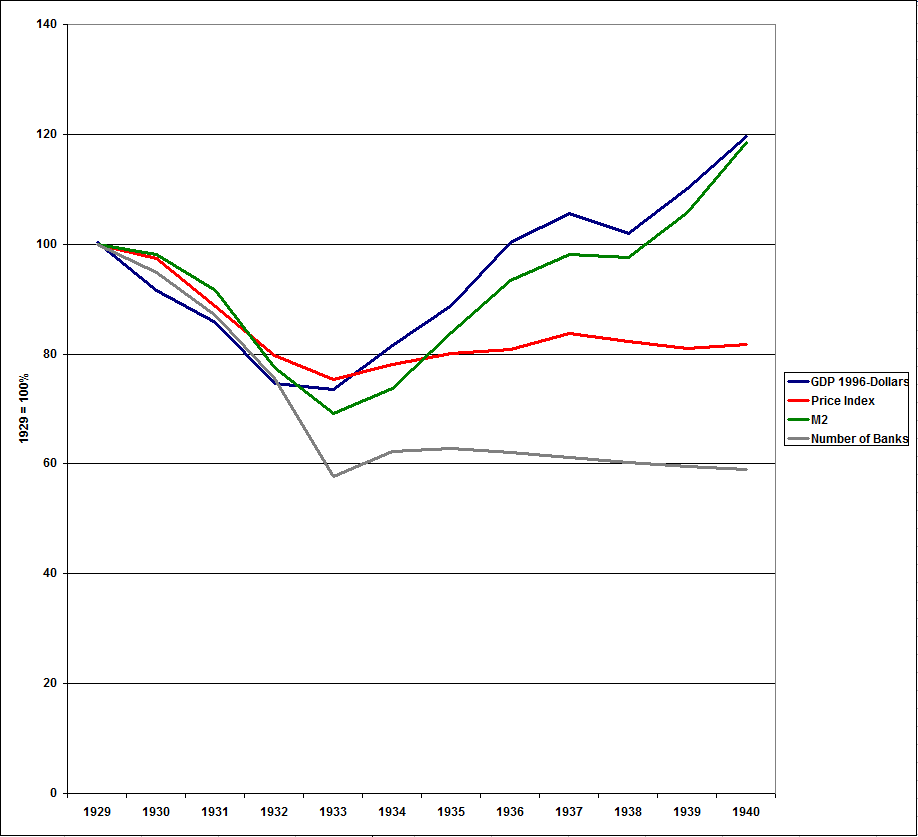
통화주의적 관점에서 본 대공황

밀턴 프리드먼과 애나 슈워츠는 1963년 저서 미국의 통화 역사, 1867-1960에서 대공황에 대한 다른 설명을 제시했다. 기본적으로 그들의 관점에서 대공황은 통화량 감소로 인해 발생했다. 프리드먼과 슈워츠는 다음과 같이 썼다. "1929년 8월 경기 정점에서 1933년 3월 경기 저점까지 통화량은 3분의 1 이상 감소했다." 그 결과는 프리드먼과 슈워츠가 "대수축"이라고 불렀던 것으로, 통화량 제한의 질식 효과로 인해 소득, 물가, 고용이 하락하는 시기였다. 프리드먼과 슈워츠는 사람들이 연방준비제도가 공급하는 것보다 더 많은 돈을 보유하기를 원했다고 주장한다. 그 결과, 사람들은 소비를 줄여 돈을 비축했다. 이는 가격이 즉시 하락할 만큼 충분히 유연하지 않았기 때문에 고용과 생산의 위축을 초래했다. 연준의 실패는 무슨 일이 일어나고 있는지 깨닫지 못하고 시정 조치를 취하지 않은 것이었다. 프리드먼과 슈워츠를 기리는 연설에서 벤 버냉키는 다음과 같이 말했다.
연방준비제도의 공식 대표로서 제 지위를 약간 남용하여 밀턴과 애나에게 말하고 싶습니다. 대공황에 관하여, 당신들이 옳았습니다. 우리가 그랬습니다. 정말 미안합니다. 하지만 당신들 덕분에 우리는 다시는 그렇게 하지 않을 것입니다.
 — 벤 S. 버냉키
대공황 이후 그에 대한 주요 설명들은 통화량의 중요성을 무시하는 경향이 있었다. 그러나 통화주의적 관점에서 대공황은 "실제로 통화적 힘의 중요성에 대한 비극적인 증거"였다. 그들의 관점에서 연방준비제도가 대공황에 대처하지 못한 것은 통화 정책이 무능하다는 신호가 아니라, 연방준비제도가 잘못된 정책을 시행했다는 것이었다. 그들은 연준이 대공황을 야기했다고 주장하지 않고, 단지 경기침체가 대공황으로 변하는 것을 막을 수 있었던 정책을 사용하지 못했다고 주장했다.
대공황 이전의 미국의 경제는 이미 여러 차례의 공황을 겪었다. 이러한 공황은 종종 은행 위기로 인해 발생했는데 가장 심각한 것은 1873년, 1893년, 1901년, 그리고 1907년에 발생했다. 1913년 연방준비제도 설립 이전에, 은행 시스템은 미국에서 이러한 위기(예: 1907년 공황)를 예금의 통화 전환 가능성을 중단함으로써 다루었다. 1893년부터, 금융 기관과 사업가들은 이러한 위기 동안 개입하여 뱅크런으로 어려움을 겪는 은행에 유동성을 제공하려는 노력을 강화했다. 1907년 은행 공황 동안, J. P. 모건이 구성한 임시 연합은 이러한 방식으로 성공적으로 개입하여 공황을 차단했으며, 이는 은행 공황 이후 일반적으로 뒤따를 공황이 이번에는 발생하지 않은 이유일 가능성이 높다. 일부에서 이러한 해결책의 정부 버전을 요구하여 연방준비제도가 설립되었다.
그러나 1929-32년에 연방준비제도는 뱅크런으로 고통받는 은행에 유동성을 공급하는 조치를 취하지 않았다. 실제로 연방준비제도의 정책은 통화량의 급격한 축소를 허용함으로써 은행 위기에 기여했다. 광란의 20년대 동안, 중앙은행은 "물가 안정"을 주요 목표로 삼았는데, 이는 뉴욕 연방준비은행 총재 벤저민 스트롱이 물가 안정을 통화 목표로 대중화시킨 매우 인기 있는 경제학자 어빙 피셔의 제자였기 때문이다. 중앙은행은 사회의 물가가 안정적으로 보이도록 달러의 양을 일정하게 유지했다. 1928년 스트롱이 사망하자 이 정책은 종료되었고, 모든 통화 또는 증권이 실물 상품을 담보로 해야 한다는 실물 어음론으로 대체되었다. 이 정책은 미국의 통화량이 1929년부터 1933년까지 3분의 1 이상 감소하도록 허용했다.
이러한 돈 부족이 은행에 대한 뱅크런을 야기했을 때, 연방준비제도는 진실한 어음 정책을 유지하면서 1907년 공황을 단축시켰던 방식으로 은행에 돈을 빌려주기를 거부하고, 대신 각 은행이 치명적인 뱅크런을 겪고 완전히 파산하도록 허용했다. 이 정책은 전체 은행의 3분의 1이 사라지는 일련의 은행 파산을 초래했다. 벤 버냉키에 따르면, 그 후의 신용 경색은 연쇄적인 파산으로 이어졌다. 프리드먼은 1930년 말 은행 공황 시 1907년과 유사한 정책이 따랐다면, 이는 가격 폭락에 따른 자산 강제 청산의 악순환을 막을 수 있었을 것이라고 말했다. 결과적으로 1931년, 1932년, 1933년의 은행 공황은 발생하지 않았을 것이며, 마치 1893년과 1907년의 전환성 중단이 당시의 유동성 위기를 빠르게 종식시켰듯이 말이다."
통화주의적 설명은 사무엘슨의 저서 경제학에서 거부되었으며, 다음과 같이 쓰였다: "오늘날 연방준비제도의 통화 정책을 경기 순환 통제의 만병통치약으로 여기는 경제학자는 거의 없다. 순수 통화적 요인은 원인이라기보다는 증상으로 여겨지지만, 그 증상이 악화시키는 효과를 완전히 무시해서는 안 된다." 케인스주의 경제학자 폴 크루그먼에 따르면, 프리드먼과 슈워츠의 연구는 1980년대까지 주류경제학자들 사이에서 지배적이었지만, 1990년대 일본의 잃어버린 10년을 고려하여 재고되어야 한다. 2008년 금융 위기와 관련하여 금융 위기에서 통화 정책의 역할은 활발한 논쟁의 대상이다. 대침체의 원인을 참조하라.

#### 추가적인 현대 비통화론적 설명
통화론적 설명은 두 가지 약점을 가지고 있다. 첫째, 1930-31년 초기 경기 침체 동안 수요가 왜 공급보다 더 빠르게 감소했는지를 설명할 수 없다. 둘째, 1933년 3월에 단기 금리가 거의 0에 머물고 통화량이 여전히 감소하고 있음에도 불구하고 어떻게 회복이 일어났는지를 설명할 수 없다. 이러한 질문들은 밀턴 프리드먼과 애나 슈워츠의 통화론적 설명을 바탕으로 비통화론적 설명을 추가하는 현대적인 설명에 의해 다루어진다.

##### 부채 디플레이션

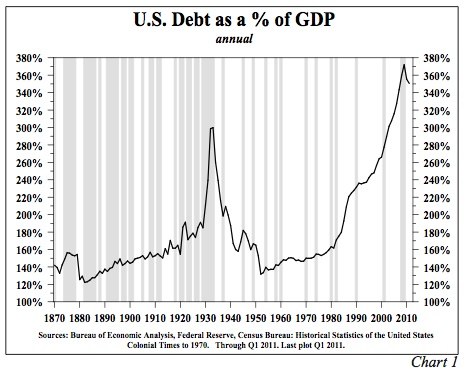

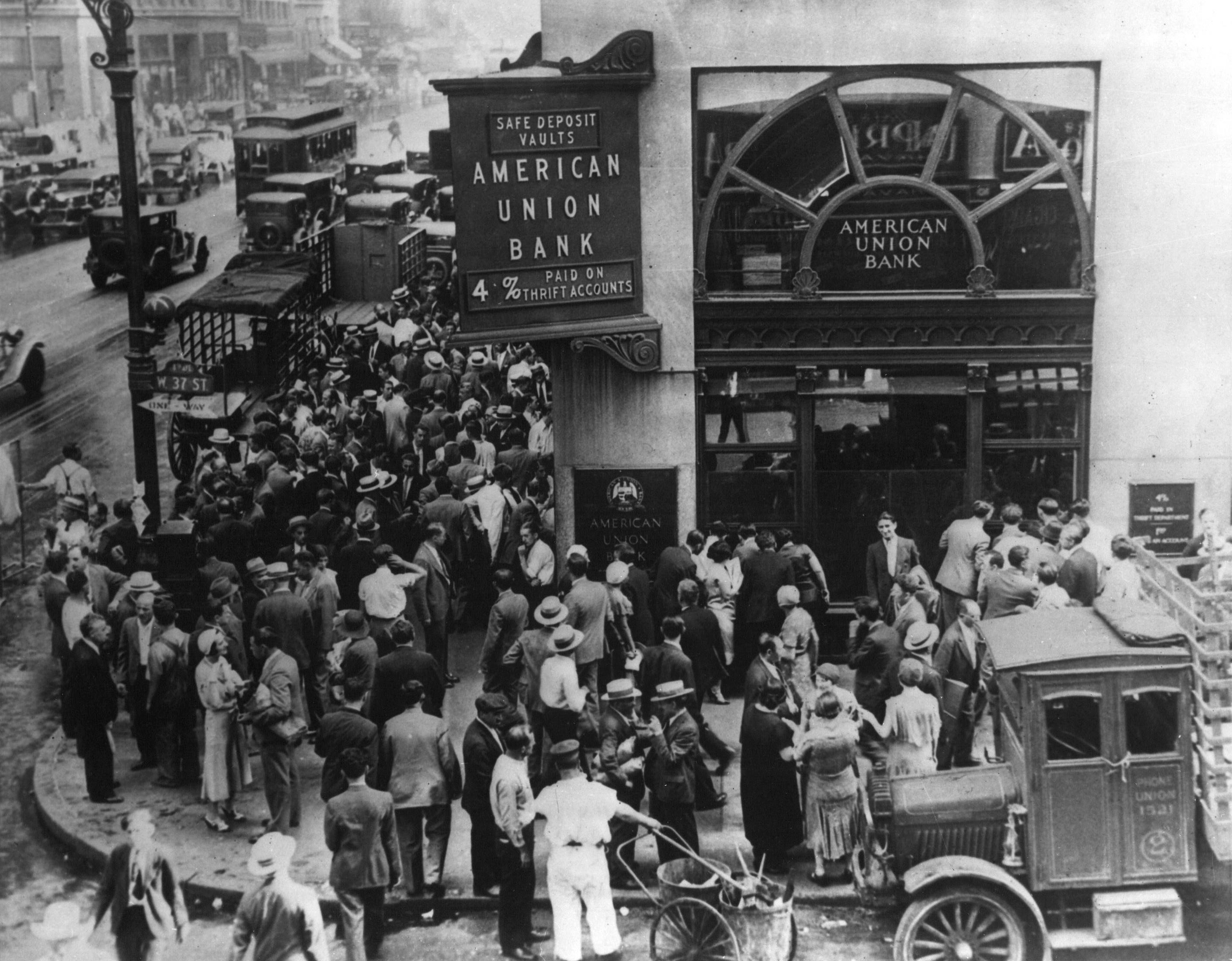
대공황 초기에 뉴욕 아메리칸 유니언 은행에서 뱅크런이 발생하자 군중이 모여들었다.

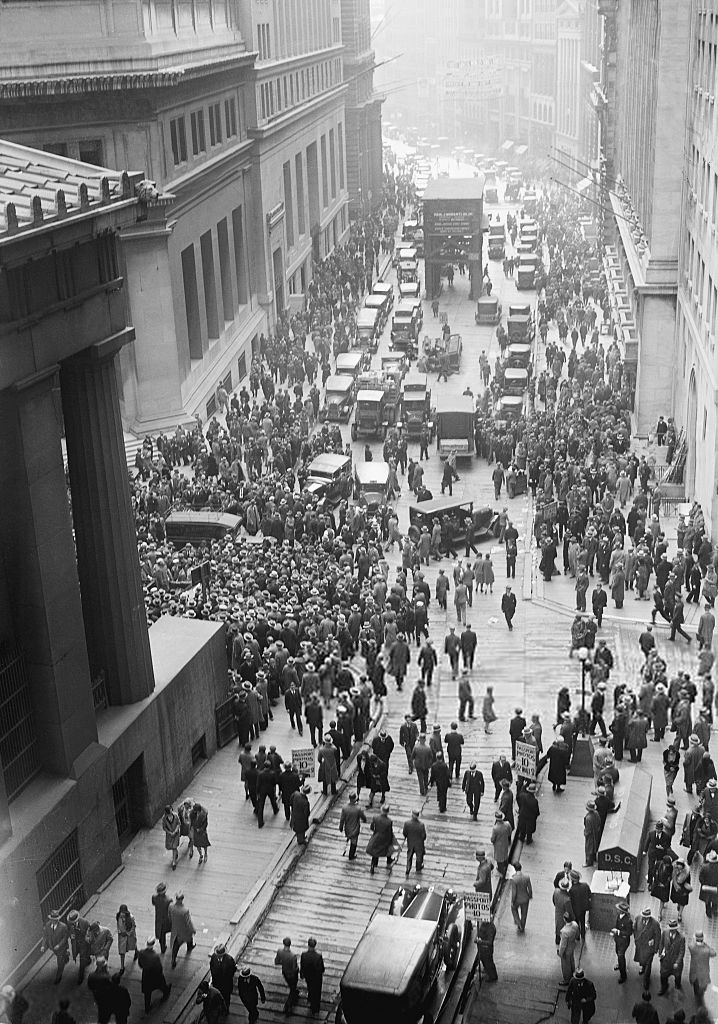
1929년 월스트리트 대폭락 이후 월가에 모인 군중들

미국의 총 GDP 대비 부채 수준은 대공황 당시 300%에 육박하는 최고치를 기록했다. 이 수준의 부채는 20세기 말에 이르러서야 다시 초과되었다.
제롬 (1934)은 제1차 세계 대전 이후의 위대한 산업 확장을 가능하게 한 금융 상황에 대한 익명 인용문을 제시한다.
아마도 이 나라에서 이렇게 오랜 기간 동안 이렇게 낮은 금리로 이토록 많은 자금이 이용 가능했던 적은 없었을 것이다.
또한 제롬은 새로운 자본 발행량이 1922년부터 1929년까지 연간 7.7%의 복합 성장률로 증가했으며, 이 기간 동안 스탠더드 통계청의 상위 60개 우량 채권 지수는 1923년 4.98%에서 1927년 4.47%를 기록했다고 언급했다.
1920년대에는 특히 플로리다주에서 부동산 및 주택 거품이 있었는데, 이는 1925년에 터졌다. 앨빈 한센은 1920년대 주택 건설이 인구 증가를 25% 초과했다고 진술했다. 또한 1920년대 플로리다 토지 붐: 일리노이주 쿡 카운티가 보관한 통계에 따르면 시카고 지역에는 100만 개 이상의 빈 주택 부지가 있었는데, 이는 시카고의 폭발적인 인구 증가와 부동산 거품의 결과였다.
어빙 피셔는 대공황을 초래한 주요 요인은 과도한 부채와 디플레이션이라고 주장했다. 피셔는 느슨한 신용을 과도한 부채에 연결시켰는데, 이는 투기와 자산 거품을 부채질했다. 그는 이어서 부채와 디플레이션 상황에서 서로 상호작용하여 호황에서 불황으로 이어지는 메커니즘을 만들어내는 9가지 요인을 제시했다. 일련의 사건은 다음과 같이 진행되었다.
1. 부채 청산 및 강제 매각
2. 은행 대출 상환으로 인한 통화량 축소
3. 자산 가격 하락
4. 기업 순자산 가치의 더욱 큰 하락, 파산 촉진
5. 이윤 감소
6. 생산, 무역 및 고용 감소
7. 비관주의 및 신뢰 상실
8. 현금 비축
9. 명목 이자율 하락 및 디플레이션 조정 이자율 상승[28]

대공황 이전의 1929년 월스트리트 대폭락 당시, 증거금 요건은 10%에 불과했다. 다시 말해, 증권사들은 투자자가 예치한 10달러당 90달러를 빌려주곤 했다. 시장이 하락하자 중개인들은 이 대출금을 회수하려 했지만 상환할 수 없었다. 채무자들이 채무 불이행을 하고 예금자들이 대량으로 예금을 인출하려 하자 은행들이 파산하기 시작했고, 여러 차례의 뱅크런이 발생했다. 이러한 공황을 막기 위한 정부 보증과 연방준비제도 은행 규제는 효과가 없거나 사용되지 않았다. 은행 파산은 수십억 달러의 자산 손실로 이어졌다.
미상환 부채는 더욱 무거워졌는데, 물가와 소득이 20~50% 하락했지만 부채는 같은 달러 금액으로 남아 있었기 때문이다. 1929년 공황 이후 1930년 첫 10개월 동안 744개의 미국 은행이 파산했다. (총 9,000개의 은행이 1930년대에 파산했다.) 1933년 4월까지, 3월 은행 휴일 이후 파산했거나 무허가 상태로 남은 은행들에 약 70억 달러의 예금이 묶였다.
은행들은 필사적으로 대출금을 회수했고, 차용인들은 상환할 시간이나 돈이 없었기 때문에 은행 파산이 눈덩이처럼 불어났다. 미래의 이윤이 불확실해지자 자본 투자와 건설은 둔화되거나 완전히 중단되었다. 부실 대출과 악화되는 미래 전망에 직면하여 살아남은 은행들은 대출에 더욱 보수적이 되었다. 은행들은 자본 준비금을 쌓고 대출을 줄였으며, 이는 디플레이션 압력을 강화시켰다. 악순환이 발전하고 하향 나선이 가속화되었다.
부채 청산은 그로 인해 발생하는 물가 하락을 따라가지 못했다. 청산을 위한 대규모 노력은 감소하는 자산 보유 가치에 비해 각 부채 달러의 가치를 증가시켰다. 개인이 부채 부담을 줄이려는 바로 그 노력이 효과적으로 부채를 증가시켰다. 역설적으로, 채무자들이 더 많이 갚을수록 더 많이 빚을 지게 되었다. 이 자가 악화 과정은 1930년의 경기 침체를 1933년의 공황으로 바꾸어 놓았다.
피셔의 부채 디플레이션 이론은 처음에는 주류의 영향을 받지 못했는데, 이는 부채 디플레이션이 한 집단(채무자)에서 다른 집단(채권자)으로의 재분배에 불과하다는 반론 때문이었다. 순수한 재분배는 거시 경제에 큰 영향을 미치지 않아야 한다.
밀턴 프리드먼과 애나 슈워츠의 통화론적 가설과 어빙 피셔의 부채 디플레이션 가설을 바탕으로 벤 버냉키는 금융 위기가 생산에 영향을 미치는 대안적인 방법을 개발했다. 그는 극적인 물가 수준과 명목 소득 감소가 실질 부채 부담 증가로 이어지고, 이는 다시 채무자 파산으로 이어져 궁극적으로 총수요 감소를 초래하며, 물가 수준의 추가 하락은 부채 디플레이션 나선을 초래한다는 피셔의 주장을 바탕으로 한다. 버냉키에 따르면, 물가 수준의 작은 감소는 경제에 해를 끼치지 않고 단순히 채무자에서 채권자로 부를 재배분할 뿐이다. 그러나 디플레이션이 심각할 때, 채무자 파산과 함께 자산 가격 하락은 은행 대차대조표상 자산의 명목 가치 감소로 이어진다. 은행은 신용 조건을 강화함으로써 반응할 것이며, 이는 다시 신용 경색으로 이어져 경제에 심각한 해를 끼친다. 신용 경색은 투자와 소비를 감소시키고 총수요 감소를 초래하며, 이는 추가적으로 디플레이션 나선에 기여한다.
경제학자 스티브 킨은 대공황 분석을 토대로 2008년 경기침체를 정확히 예측한 후 부채 리셋 이론을 부활시켰으며, 최근 의회에 미래 금융 사건을 피하기 위해 부채 탕감 또는 시민에게 직접 지급할 것을 권고했다. 일부는 부채 리셋 이론을 지지한다.

##### 기대 가설
기대는 경제학 주류가 새로운 신고전파 종합을 받아들인 이후 거시경제 모델의 핵심 요소였다. 경기 침체를 지속시킨 것이 불충분한 수요였음을 부인하지 않으면서도, 피터 테민, 배리 위그모어, 가우티 B. 에거트손, 크리스티나 로머에 따르면, 회복과 대공황 종식의 핵심은 대중의 기대를 성공적으로 관리하는 것이었다. 이 가설은 수년간의 디플레이션과 매우 심각한 경기 침체 이후, 프랭클린 D. 루스벨트가 취임한 1933년 3월에 중요한 경제 지표들이 긍정적으로 전환되었다는 관찰에 기반을 둔다. 소비자 물가는 디플레이션에서 완만한 인플레이션으로 전환되었고, 산업 생산은 1933년 3월에 바닥을 찍었으며, 투자는 1933년에 두 배로 증가했다. 이러한 전환을 설명할 통화적 요인은 없었다. 통화량은 여전히 감소하고 있었고 단기 이자율은 거의 0에 머물렀다. 1933년 3월 이전에는 사람들이 추가적인 디플레이션과 경기 침체를 예상했기 때문에 이자율이 0이어도 투자를 자극하지 못했다. 그러나 루스벨트가 주요 정권 변화를 발표하자 사람들은 인플레이션과 경제 확장을 기대하기 시작했다. 그러한 기대와 함께 0의 이자율은 계획대로 투자를 자극하기 시작했다. 루스벨트의 재정 및 통화 정책 정권 변화는 그의 정책 목표를 신뢰할 수 있게 만드는 데 도움이 되었다. 더 높은 미래 소득과 더 높은 미래 인플레이션에 대한 기대는 수요와 투자를 자극했다. 이 분석은 금본위제, 위기 시 균형 예산, 작은 정부와 같은 정책 독단적 사고의 제거가 1933년부터 1937년까지 생산 및 물가 회복의 약 70-80%를 설명하는 기대의 큰 변화로 이어졌음을 시사한다. 만약 정권 변화가 일어나지 않고 후버 정책이 계속되었다면, 경제는 1933년에 자유 낙하를 계속했을 것이며, 1937년의 생산량은 1933년보다 30% 낮았을 것이다.
대공황 이후 경제 회복을 둔화시킨 1937년~1938년 경기 침체는 1937년의 온건한 통화 및 재정 정책 긴축이 1933년 3월 이전 정책 체제 복원의 첫 단계가 될 것이라는 대중의 우려로 설명된다.

### 이단적 이론

#### 오스트리아 학파
오스트리아 학파 경제학자들은 대공황이 1920년대 연방준비제도의 통화 정책의 피할 수 없는 결과라고 주장한다. 중앙은행의 정책은 "쉬운 신용 정책"이었고, 이는 지속 불가능한 신용 기반 호황으로 이어졌다. 이 기간 동안의 통화량 인플레이션은 자산 가격(주식과 채권)과 자본재 모두에서 지속 불가능한 호황을 야기했다. 연방준비제도가 1928년에 뒤늦게 통화 정책을 긴축했을 때는 이미 상당한 경제 수축을 피하기에는 너무 늦었다. 오스트리아 학파는 1929년 붕괴 이후의 정부 개입이 시장 조정을 지연시키고 완전한 회복의 길을 더 어렵게 만들었다고 주장한다.
대공황의 주요 원인에 대한 오스트리아 학파의 설명을 받아들이는 것은 통화주의적 설명을 받아들이거나 거부하는 것과 양립 가능하다. 머리 로스바드는 미국의 대공황(1963)을 저술했는데, 그는 통화주의적 설명을 거부했다. 그는 중앙은행이 통화 공급을 충분히 늘리지 못했다는 밀턴 프리드먼의 주장을 비판하면서, 대신 연방준비제도가 1932년에 11억 달러 상당의 국채를 매입하여 총 보유액을 18억 달러로 늘렸을 때 인플레이션 정책을 추구했다고 주장했다. 로스바드는 중앙은행의 정책에도 불구하고 "총 은행 준비금은 2억 1,200만 달러만 증가한 반면, 총 통화 공급은 30억 달러 감소했다"고 말한다. 그 이유로 그는 미국 국민이 은행 시스템에 대한 신뢰를 잃고 현금 비축을 늘리기 시작했는데, 이는 중앙은행의 통제 범위를 훨씬 벗어난 요인이라고 주장한다. 은행에 대한 뱅크런 가능성으로 인해 지역 은행가들은 대출을 더 보수적으로 하게 되었고, 이는 로스바드의 주장에 따르면 연방준비제도가 인플레이션을 야기하지 못한 원인이었다.
프리드리히 하이에크는 1930년대 연방준비제도와 잉글랜드 은행이 더 긴축적인 입장을 취하지 않은 것을 비판했다. 그러나 1975년 하이에크는 1930년대 중앙은행의 디플레이션 정책에 반대하지 않은 것이 실수였음을 인정하며, 그가 모호했던 이유를 밝혔다: "당시 저는 단기적인 디플레이션 과정이 기능하는 경제와 양립할 수 없다고 생각했던 임금의 경직성을 깨뜨릴 수 있다고 믿었습니다. 1978년 그는 통화주의자들의 관점에 동의하며, "저는 밀턴 프리드먼과 마찬가지로 붕괴가 일어난 후 연방준비제도가 어리석은 디플레이션 정책을 추구했다고 생각합니다."라고 말하며, 인플레이션만큼이나 디플레이션에도 반대한다고 밝혔다. 마찬가지로, 경제학자 로런스 화이트는 하이에크의 경기변동 이론이 통화 공급의 심각한 축소를 허용하는 통화 정책과 일치하지 않는다고 주장한다.

#### 마르크스주의
마르크스주의 경제학자들은 일반적으로 대공황을 자본주의적 생산 양식의 내부 모순에서 발생하는 구조적 위기로 해석한다. 이러한 관점에서 대공황은 단순히 잘못된 정책이나 외부 충격의 결과가 아니라, 과잉 축적, 이윤율 하락, 그리고 과소 소비의 피할 수 없는 결과였다. 마르크스는 자본주의 경제가 이윤 주도 투자와 생산과 소비의 분리에 의존하기 때문에 순환적인 위기에 취약하다고 주장했다.
특히 카를 마르크스는 이미 19세기에 자본주의의 특징인 반복적인 경기순환을 예측하며 경제 위기 이론을 발전시켰다. 많은 마르크스주의 사상가들에게 대공황은 이러한 틀을 입증하는 것처럼 보였으며, 예측력의 외관을 부여했다. 공황의 심각성과 지속 기간은 마르크스가 수십 년 전에 이론화했던 시스템 불안정의 역사적 실현으로 간주되었다.
폴 스위지와 에르네스트 만델과 같은 영향력 있는 마르크스주의 학자들은 이후 이러한 기반을 확장하여 독점화, 정체, 제국주의와 같은 요인들을 강조했다. 로버트 브레너와 데이비드 하비를 포함한 최근 이론가들은 금융화, 글로벌 자본 흐름, 후기 자본주의의 모순과 같은 렌즈를 통해 대공황을 해석했다. 포브스에 따르면, "자본주의가 대공황을 야기했다는 생각은 수십 년 동안 지식인과 일반 대중 사이에 널리 퍼져 있었다."
마르크스주의적 관점은 비판적 정치 경제학에서 여전히 영향력을 유지하고 있지만, 20세기 중반 이후 주류경제학에서는 그 중요성이 감소했다. 이는 부분적으로 경제학에서 실증주의적이고 경험적으로 검증 가능한 모델로의 전환 때문인데, 이러한 모델은 종종 체계적인 마르크스주의적 비판을 전통적인 계량경제학 및 데이터 기반 방법을 사용하여 형식화하거나 반증하기 어렵다고 간주한다. 마르크스의 정치 경제학에 대한 산문적 비판과 신고전파 또는 케인스주의 패러다임 간의 더 넓은 방법론적 차이는 대부분의 학술 경제학과에서 그 주변화에 기여했다.

## 원인의 특정 이론

### 비부채 디플레이션
부채 디플레이션 외에도 19세기 마지막 분기의 대디플레이션 이후 발생했던 생산성 디플레이션의 구성 요소가 있었다. 제1차 세계 대전으로 인한 급격한 인플레이션에 대한 조정의 지속도 있었을 수 있다.
유가는 1930년대 초 미국 본토에서 발견된 최대 유전인 동텍사스 유전에서 생산이 시작되면서 사상 최저치를 기록했다. 석유 시장이 과잉 공급되면서 현지 유가는 배럴당 10센트 아래로 떨어졌다.

### 생산성 또는 기술 충격
20세기 첫 30년 동안 생산성과 경제 생산량은 부분적으로 전기화, 대량생산, 그리고 운송 및 농업 기계의 전동화 증가 덕분에 급증했다. 전기화와 포드주의와 같은 대량생산 기술은 경제 생산량 대비 노동 수요를 영구적으로 낮췄다. 1920년대 후반에는 제조업의 생산성과 투자에서 비롯된 급속한 성장이 상당한 과잉 생산 능력을 의미했다.
1923년 경기 순환 정점 이후, 생산성 향상으로 인해 노동 시장의 성장으로 충당할 수 있는 것보다 더 많은 노동자들이 일자리를 잃어 1925년 이후 실업률이 서서히 증가했다. 또한, 공황 이전 10년 동안 주간 노동 시간이 약간 감소했다. 임금이 생산성 성장률을 따라가지 못해 과소 소비 문제가 발생했다.
헨리 포드와 에드워드 A. 필린은 과잉 생산과 과소 소비를 우려했던 저명한 사업가 중 하나였다. 포드는 1914년 직원들의 임금을 두 배로 인상했다. 과잉 생산 문제는 의회에서도 논의되었으며, 리드 스무트 상원의원이 수입 관세를 제안했고, 이는 스무트-홀리 관세법이 되었다. 스무트-홀리 관세법은 1930년 6월에 발효되었다. 이 관세는 미국이 1920년대에 무역 수지 흑자를 기록하고 있었기 때문에 잘못된 것이었다.
급속한 기술 변화의 또 다른 영향은 1910년 이후 자본 투자율이 둔화되었는데, 주로 상업 구조물에 대한 투자 감소 때문이었다.
대공황은 추가적으로 대규모 공장 폐쇄로 이어졌다.
(생산성, 생산량, 고용) 추세는 장기적인 추세였으며 1929년 이전부터 명확하게 드러났다. 이러한 추세는 현재의 불황의 결과가 아니며, 세계 대전의 결과도 아니다. 오히려 현재의 불황은 이러한 장기적인 추세의 결과로 인한 붕괴이다.
 — 킹 허버트
전미경제연구소가 후원한 서적 『산업 기계화』에서 제롬(1934)은 기계화가 생산량 증가에 기여하는지 또는 노동력을 대체하는지는 제품 수요의 탄력성에 달려 있다고 언급했다. 또한 생산 비용 절감이 항상 소비자에게 전달되는 것은 아니었다. 제1차 세계 대전 이후 말과 노새가 무생물 동력원으로 대체되면서 동물 사료 수요가 감소하여 농업이 불리한 영향을 받았다는 점도 지적되었다. 이와 관련하여 제롬은 또한 "기술적 실업"이라는 용어가 공황 시기의 노동 상황을 설명하는 데 사용되었다고 언급한다.
미국의 전후 시대에 나타난 증가된 실업의 일부는 비탄력적 수요 상품을 생산하는 산업의 기계화에 기인할 수 있다.
 — 프레드릭 C. 웰스 (1934년)
미국 주요 산업의 생산성 급증과 생산성이 생산량, 임금 및 주간 노동 시간에 미치는 영향은 브루킹스 연구소가 후원하는 서적에서 논의되었다.
기업들은 재고가 쌓인 제품 때문에 상품 생산을 줄이기 위해 근로자를 해고하고 제품 제조를 위해 구매하는 원자재의 양을 줄이기로 결정했다.
조지프 스티글리츠와 브루스 그린월드는 비료, 기계화, 개선된 종자 등을 통한 농업 생산성 충격이 농산물 가격 하락을 야기했다고 주장했다. 농부들은 토지에서 쫓겨나면서 과잉 노동 공급에 더욱 기여하게 되었다.
제1차 세계 대전 이후 농산물 가격이 하락하기 시작했고, 결국 많은 농부들이 사업을 포기해야 했으며, 수백 개의 소규모 농촌 은행이 파산했다. 농업 생산성은 트랙터, 비료, 잡종 옥수수의 결과로 문제의 일부에 불과했다. 또 다른 문제는 말과 노새에서 내연 기관 운송으로의 전환이었다. 말과 노새 개체수는 제1차 세계 대전 이후 감소하기 시작했으며, 이전에 동물 사료로 사용되던 엄청난 양의 토지를 해방시켰다.
내연기관의 등장과 자동차 및 버스의 증가 또한 전철의 성장을 멈추게 했다.
1929년부터 1941년은 미국 역사상 총 요소 생산성 성장률이 가장 높았으며 주로 공공 유틸리티, 운송 및 무역의 생산성 증가 덕분이었다.

### 부와 소득의 불균형
와딜 캐칭스, 윌리엄 트루판트 포스터, 렉스포드 투그웰, 아돌프 벌레 (그리고 나중에 존 케네스 갤브레이스)와 같은 경제학자들은 프랭클린 D. 루스벨트에게 상당한 영향을 미친 이론을 대중화했다. 이 이론은 소비자들이 충분한 소득을 가지지 못했기 때문에 경제가 소비자들이 구매할 수 있는 것보다 더 많은 상품을 생산했다고 주장했다. 이 관점에 따르면, 1920년대에는 생산성 성장률보다 임금 상승률이 낮았으며, 생산성 성장은 높았다. 생산성 증가로 인한 이점의 대부분은 이윤으로 돌아갔고, 이는 소비자 구매로 이어지기보다는 주식 시장 거품으로 흘러 들어갔다. 따라서 노동자들은 추가된 대규모 생산 능력을 흡수할 만큼 충분한 소득을 가지지 못했다.
이러한 관점에 따르면 대공황의 근본 원인은 임금 수준과 독립 사업 소득이 충분한 구매력을 창출하지 못하는 동안 전 세계적인 과잉 투자였다. 정부는 소득 불균형을 해소하기 위해 부유층에 대한 세금을 늘려 개입해야 한다고 주장되었다. 증가된 세수를 통해 정부는 고용을 늘리고 경제를 '활성화'하기 위해 공공 사업을 창출할 수 있었다. 미국에서는 1932년까지 경제 정책이 정반대였다. 후버 대통령의 마지막 해에 도입되어 루스벨트가 인수한 1932년 세입법과 공공 사업 프로그램은 구매력의 일부 재분배를 초래했다.
주식 시장 붕괴는 미국인들이 의존하던 은행 시스템이 신뢰할 수 없다는 것을 분명히 보여주었다. 미국인들은 자신들의 유동성 공급을 위해 실질적이지 못한 은행 단위에 의존했다. 경제가 붕괴하기 시작하자 이들 은행은 자신들의 자산에 의존하는 사람들을 더 이상 지원할 수 없었다. 이들은 대형 은행만큼의 힘을 가지고 있지 않았다. 대공황 기간 동안 "세 차례의 은행 파산 물결이 경제를 뒤흔들었다." 첫 번째 물결은 1930년 말과 1931년 초에 경제가 회복 방향으로 나아가고 있을 때 발생했다. 두 번째 은행 파산 물결은 1931년 말경 "연방준비제도가 금 유출을 막기 위해 재할인율을 인상한" 후 발생했다. 1932년 중반에 시작된 마지막 물결은 최악이자 가장 파괴적이었으며, "1932년에서 1933년 겨울에는 은행 시스템의 거의 완전한 붕괴 직전까지" 계속되었다. 1931년과 1933년 사이에 연방준비은행은 미국을 더욱 깊은 공황으로 몰아넣었는데, 이는 이들이 보유한 자금 생성 능력을 평가하고 사용하지 못했으며, "이 기간 동안 이들이 추구한 부적절한 통화 정책" 때문이었다.

### 금본위제도
대공황에 대한 금본위제 이론에 따르면 대공황은 제1차 세계 대전 이후 대부분의 서구 국가들이 전전 금 가격으로 금본위제로 복귀하기로 결정했기 때문에 주로 발생했다. 이 관점에 따르면 통화 정책은 이로 인해 디플레이션 환경에 놓였고, 이는 다음 10년 동안 많은 유럽 경제의 건강을 서서히 약화시켰다.
이러한 전후 정책은 제1차 세계 대전 중 많은 유럽 국가들이 막대한 전쟁 비용으로 인해 금본위제를 포기하면서 인플레이션 정책이 선행되었다. 이는 새로 창출된 돈의 공급이 생산성을 높여 총 공급을 증가시켜 인플레이션을 중화시키는 투자에 사용되지 않고 전쟁에 사용되었기 때문에 인플레이션을 초래했다. 새로운 돈의 양이 주로 인플레이션율을 결정하며, 따라서 인플레이션의 치유는 파괴적이거나 낭비적인 목적을 위해 생성되는 새로운 통화의 양을 줄이는 것이며, 이는 경제 성장을 이끌지 않는다는 견해이다.
전쟁 후, 미국과 유럽 국가들이 금본위제로 복귀했을 때, 대부분의 국가들은 전쟁 이전 가격으로 금본위제로 돌아가기로 결정했다. 예를 들어, 영국이 1925년 금본위제법을 통과시켜 영국이 금본위제로 돌아갔을 때, 파운드가 당시 외환시장에서 훨씬 낮은 가격에 거래되고 있었음에도 불구하고 파운드화의 새로운 가격을 전쟁 이전 가격과 동등하게 설정하는 중요한 결정이 내려졌다. 당시 이 조치는 존 메이너드 케인스와 다른 사람들에게 비판을 받았는데, 그들은 그렇게 함으로써 아무런 균형을 향한 경향 없이 임금의 재평가를 강요하고 있다고 주장했다. 케인스의 재무장관 윈스턴 처칠의 금본위제 복귀 형태에 대한 비판은 암묵적으로 이를 베르사유 조약의 결과와 비교했다.
전쟁 이전 가격과 동등하게 통화를 설정한 이유 중 하나는 당시 디플레이션은 위험하지 않다는 지배적인 의견이 있었던 반면, 인플레이션, 특히 바이마르 공화국의 인플레이션은 견딜 수 없는 위험이었다는 점이다. 또 다른 이유는 명목 금액으로 대출한 사람들이 빌려준 것과 동일한 가치를 금으로 회수하기를 바랐기 때문이다. 독일이 프랑스에 지불해야 했던 제1차 세계 대전의 배상금 때문에, 독일은 배상금을 지불하기 위한 금을 얻기 위해 충분한 상품을 수출하고 해외에 판매하기 위해 신용 주도 성장을 시작했다. 세계의 금 흡수원인 미국은 독일의 통화를 안정시키기 위해 독일에 돈을 빌려주었고, 이는 프랑스에 갚아야 할 성장과 프랑스가 영국과 미국에 빌린 돈을 갚는 데 필요한 추가 신용에 접근할 수 있게 했다. 이 대출과 배상금 지급 일정은 도스 플랜에 명문화되었다.
어떤 경우에는 디플레이션이 농업과 같이 높은 이자율로 깊이 부채를 지고 재융자를 할 수 없거나, 낮은 이자율을 이용할 수 없을 때 자본재를 조달하기 위한 대출에 의존하는 경제 부문에 타격을 줄 수 있다. 디플레이션은 상품 가격을 침식하면서 부채의 실질 부채를 증가시킨다. 디플레이션은 현금 자산을 가진 사람들과 투자하거나 자산을 구매하거나 돈을 빌려주고자 하는 사람들에게 이롭다.
테민, 벤 버냉키, 배리 아이켄그린과 같은 경제학자들의 최근 연구는 대공황 당시 정책 입안자들이 처해 있던 제약에 초점을 맞추었다. 이 관점에 따르면, 전간기 금본위제의 제약은 초기 경제 충격을 확대시켰고, 커져가는 대공황을 완화할 수 있는 어떤 조치에도 중대한 장애물이었다. 이들의 결론에 따르면, 초기 불안정화 충격은 미국에서 발생한 1929년 월스트리트 대폭락에서 비롯되었을 수 있지만, 그 문제를 전 세계로 전파한 것은 금본위제도였다.
그들의 결론에 따르면, 위기 시 정책 입안자들은 통화 정책과 재정 정책을 완화하고 싶었을 수도 있지만, 그러한 조치는 국가가 계약된 환율로 금을 교환할 의무를 유지할 수 있는 능력을 위협할 수 있었다. 금본위제는 국가들이 금으로 외국 자산을 구매하는 국제 투자자들을 유치하기 위해 높은 이자율을 유지하도록 요구했다. 따라서 정부는 경제가 붕괴되는 동안 통화의 금 연동을 포기하지 않는 한 손발이 묶여 있었다. 금본위제에 가입한 모든 국가의 환율을 고정함으로써 외환 시장은 오직 이자율을 통해서만 균형을 이룰 수 있었다. 대공황이 심화되면서 많은 국가들이 금본위제를 포기하기 시작했고, 더 일찍 포기한 국가들은 디플레이션으로 인한 피해가 적었으며 더 빠르게 회복하는 경향이 있었다.
자유은행학파 경제학자이자 밀턴 프리드먼의 제자인 리처드 팀벌레이크는 그의 논문 "미국 통화 정책에서의 금본위제와 실물어음론"에서 이 입장을 특별히 다루었는데, 그는 연방준비제도가 금본위제 하에서도 충분한 재량권을 가지고 있었다고 주장했다. 이는 1923년에서 1928년 사이 뉴욕 연방준비은행 총재 벤저민 스트롱의 물가 안정 정책으로 입증되었다. 그러나 1928년 말 스트롱이 사망하자 연준의 지배권을 장악한 파벌은 모든 통화가 실물 상품으로 뒷받침되어야 한다는 실물 어음론을 옹호했다. 미국 경제에 필연적으로 해를 끼친 달러의 30% 디플레이션을 강제한 이 정책은 팀벌레이크에 의해 임의적이고 피할 수 있었으며, 기존의 금본위제는 그것 없이도 계속될 수 있었다고 주장되었다.
이러한 통제권의 전환은 결정적이었다. 스트롱이 황금 족쇄에 개의치 않고 안정적인 물가 수준 정책을 추진했던 선례에 따라, 실물 어음론 옹호자들은 자신들의 정책 이상을 구현하는 데 똑같이 제약 없이 진행할 수 있었다. 따라서 1928-29년 시스템 정책은 물가 수준 안정화에서 수동적인 실물 어음으로 전환되었다. '금본위제'는 원래의 위치에 머물렀다. 다시 나타날 적절한 시기를 기다리는 형식적인 장식에 불과했다.

### 금융기관 구조

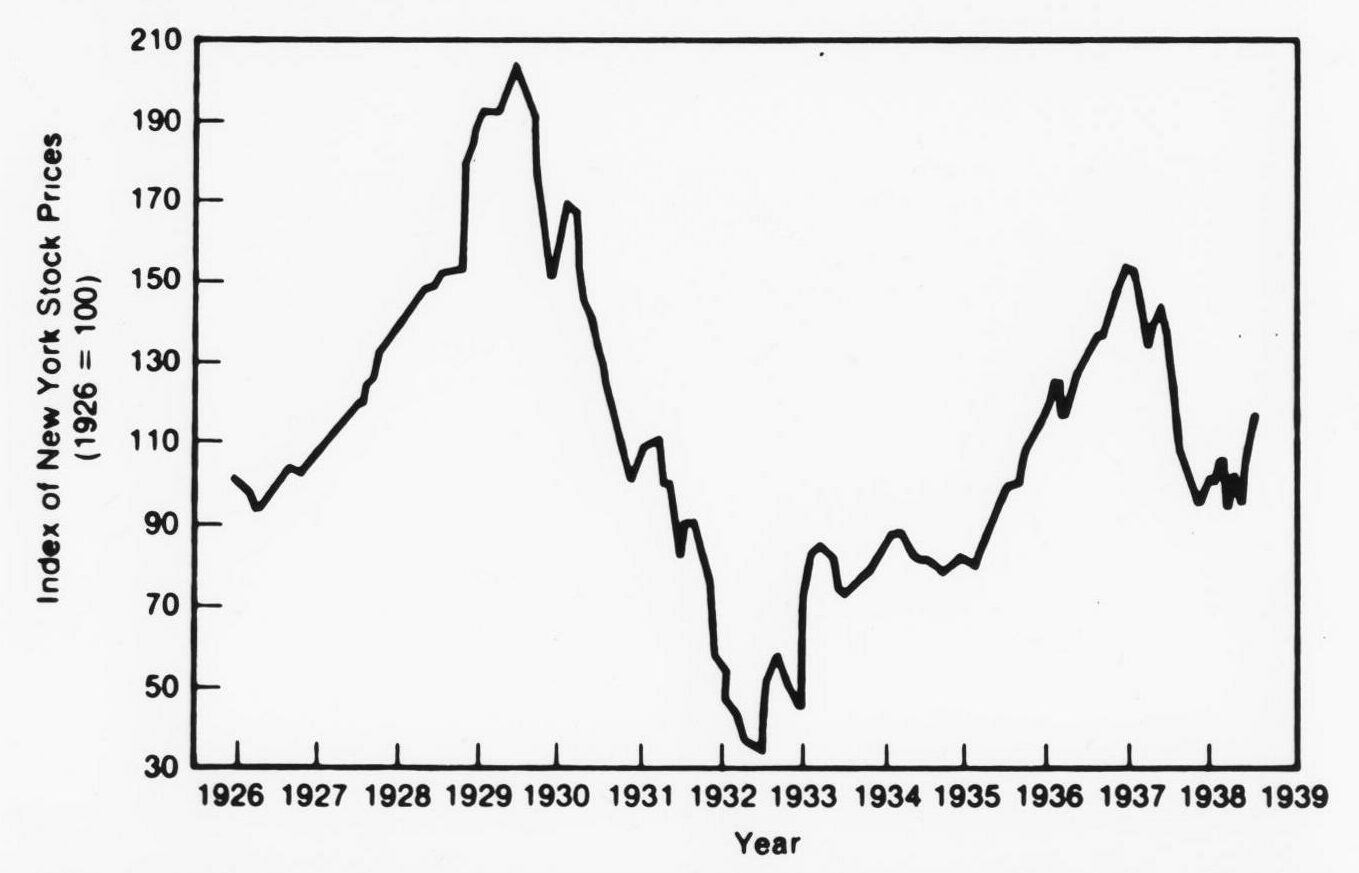
뉴욕 증시 지수

경제사학자들(특히 프리드먼과 슈워츠)은 수많은 은행 파산의 중요성을 강조한다. 파산은 대부분 농촌 지역에서 발생했다. 농촌 경제의 구조적 취약성은 지역 은행을 매우 취약하게 만들었다. 이미 깊은 부채에 시달리던 농부들은 1920년대 후반 농산물 가격이 폭락하고 암묵적인 실질 대출 이자율이 급등하는 것을 목격했다.
그들의 토지는 이미 과도하게 저당 잡혀 있었고(1919년 토지 가격 거품의 결과로), 작물 가격은 빚을 갚기에는 너무 낮았다. 소규모 은행, 특히 농업 경제와 관련된 은행들은 1920년대 내내 고객들이 실질 이자율의 갑작스러운 상승으로 인해 대출을 불이행하면서 끊임없는 위기에 처해 있었다. 이들 소규모 은행들은 10년 내내 꾸준히 파산했다.
도시 은행들도 충격에 취약하게 만드는 구조적 약점을 겪었다. 일부 국내 최대 은행들은 적절한 준비금을 유지하지 못하고 주식 시장에 과도하게 투자하거나 위험한 대출을 하고 있었다. 뉴욕시 은행의 독일과 라틴 아메리카에 대한 대출은 특히 위험했다. 다시 말해, 은행 시스템은 심각한 경기 침체의 충격을 흡수할 준비가 되어 있지 않았다.
경제학자들은 유동성 함정이 은행 파산에 기여했을 수 있다고 주장했다.
경제학자들과 역사학자들은 1929년 월스트리트 대폭락에 얼마나 많은 책임을 돌려야 하는지에 대해 논쟁한다. 시기는 적절했고, 미래 번영에 대한 기대에 미치는 충격의 크기는 컸다. 대부분의 분석가들은 1928-29년의 시장이 기본적인 요소들로 정당화될 수 있는 것보다 훨씬 높은 가격을 가진 "거품"이었다고 믿는다. 경제학자들은 어떻게든 일정한 책임이 있다는 데 동의하지만, 어느 정도인지는 아무도 추정하지 못했다. 밀턴 프리드먼은 "1929년 주식 시장 붕괴가 초기 경기 침체에 역할을 했다는 데에는 한 순간도 의심하지 않는다"고 결론 내렸다.
그러나 제1차 세계 대전 중 자유 대출 운동이 미국에서 이러한 소유를 장려하면서 국채 소유의 개념이 처음에는 투자자들에게 이상적인 것으로 여겨졌다. 이러한 지배력에 대한 열망은 1920년대까지 지속되었다. 제1차 세계 대전 이후 미국은 세계의 채권국이 되었고, 많은 외국 국가들에게 의존되었다. "전 세계 정부들은 대출을 위해 월스트리트를 찾았다." 투자자들은 그 후 추가 투자를 위해 이러한 대출에 의존하기 시작했다. 미국 상원 은행, 주택 및 도시 문제 위원회의 수석 고문 페르디난드 페코라는 내셔널 시티 경영진 역시 주식 손실에 대한 안전망으로 특별 은행 기금의 대출에 의존했으며, 미국 은행가 앨버트 H. 위긴은 "자신의 은행 주식을 공매도하여 수백만 달러를 벌었다"고 폭로했다.
경제학자 데이비드 흄은 경기 침체가 국제적인 규모로 확산되면서 경제가 불균형해졌다고 말했다. 국제 무역이 줄어든 시기에 상품 가격은 너무 오랫동안 너무 높게 유지되었다. 특정 국가에서 "통화 가치를 유지"하기 위해 설정된 정책은 은행 파산으로 이어졌다. 금본위제를 계속 따르던 정부들은 은행 파산으로 이어졌으며, 이는 정부와 중앙은행이 대공황의 발판 역할을 했다는 것을 의미한다.
논쟁은 세 가지 측면으로 나뉜다. 첫 번째 그룹은 주식 시장 붕괴가 미래에 대한 기대를 급격히 낮추고 막대한 투자 자본을 제거함으로써 공황을 유발했다고 말한다. 두 번째 그룹은 1929년 여름부터 경제가 침체되고 있었고, 주식 시장 붕괴가 이를 확증했을 뿐이라고 말한다. 세 번째 그룹은 어떤 시나리오에서도 주식 시장 붕괴가 경기 침체 이상의 것을 유발할 수는 없었다고 말한다. 1930년 4월까지 시장은 잠시 회복세를 보였지만, 그 이후로 가격은 다시 꾸준히 하락하기 시작하여 1932년 7월까지 최종 바닥에 도달하지 못했다. 이는 어떤 측정으로든 미국 시장의 가장 큰 장기 하락이었다. 1930년의 경기 침체가 1931-32년의 깊은 공황으로 전환되려면 전혀 다른 요인들이 작용해야 했다.

### 보호무역주의
미국의 스무트-홀리 관세법과 같은 보호무역은 종종 대공황의 원인으로 지목되며, 보호무역 정책을 시행하는 국가들이 이웃나라 궁핍화 정책을 초래했다. 스무트-홀리 관세법은 농부들이 대출을 불이행하게 만들었기 때문에 농업에 특히 해로웠다. 이 사건은 미국 중서부와 미국 서부에서 이어지는 은행 파산을 악화시키거나 심지어 야기하여 은행 시스템의 붕괴를 초래했을 수 있다. 1,000명 이상의 경제학자들이 서명한 청원서가 스무트-홀리 관세법이 재앙적인 경제적 파급 효과를 가져올 것이라고 경고하며 미국 정부에 제출되었지만, 이는 이 법안이 서명되는 것을 막지 못했다.
전 세계 정부들은 "관세 부과, 수입 할당량, 외환 통제"와 같은 외국 상품에 대한 지출을 줄이는 다양한 조치를 취했다. 이러한 제한은 무역 국가들 사이에 많은 긴장을 형성하여 대공황 기간 동안 주요 감소를 야기했다. 모든 국가가 동일한 보호무역 조치를 시행한 것은 아니었다. 일부 국가는 관세를 급격히 인상하고 외환 거래에 심각한 제한을 가한 반면, 다른 국가는 "무역 및 외환 제한을 미미하게" 압축했다.
- "금본위제를 유지하고 통화를 고정한 국가들은 외국 무역을 제한할 가능성이 더 높았다." 이들 국가들은 "국제수지를 강화하고 금 손실을 제한하기 위해 보호무역 정책에 의존했다." 이들은 이러한 제한과 소진이 경제 하락을 막아줄 것이라고 기대했다.[89]
- 금본위제를 포기한 국가들은 자국 통화가 가치 하락하도록 허용하여 국제수지를 강화시켰다. 또한 중앙은행이 금리를 낮추고 최종 대부자 역할을 할 수 있도록 통화 정책을 자유롭게 했다. 이들은 대공황과 싸울 최고의 정책 수단을 보유하고 있었고 보호무역이 필요하지 않았다.[89]
- "한 국가의 경제 침체의 길이와 깊이, 그리고 회복 시기와 활력은 그 국가가 얼마나 오랫동안 금본위제를 유지했는지와 관련이 있다. 금본위제를 비교적 일찍 포기한 국가들은 비교적 완만한 경기 침체와 빠른 회복을 경험했다. 이와 대조적으로 금본위제를 유지한 국가들은 장기적인 침체를 겪었다."[89]

1995년 미국 경제사학자들을 대상으로 한 설문조사에서 3분의 2가 스무트-홀리 관세법이 적어도 대공황을 악화시켰다는 데 동의했다. 그러나 많은 경제학자들은 스무트-홀리 관세법이 대공황의 주요 원인이 아니라고 생각한다. 경제학자 폴 크루그먼은 "보호무역주의가 정말 중요했던 곳은 생산이 회복되었을 때 무역 회복을 막는 것이었다"고 주장한다. 그는 배리 아이켄그린과 더글러스 어윈의 보고서를 인용한다. 이 보고서의 그림 1은 1929년부터 1932년까지 무역과 생산이 함께 하락했지만, 1932년부터 1937년까지 생산이 무역보다 빠르게 증가했음을 보여준다. 저자들은 금본위제에 대한 집착이 많은 국가들을 관세에 의존하게 만들었으며, 대신 통화를 평가 절하했어야 했다고 주장한다. 피터 테민은 인기 있는 주장과는 달리 관세의 수축 효과가 작았다고 주장한다. 그는 1929년 수출이 GNP의 7%였고, 다음 2년 동안 1929년 GNP의 1.5%만큼 감소했으며, 이 감소는 관세로 인한 국내 수요 증가로 상쇄되었다고 언급한다.

### 국제 부채 구조
1918년 전쟁이 끝났을 때 미국과 동맹을 맺었던 모든 유럽 국가들은 미국 은행에 막대한 금액의 빚을 지고 있었고, 그 금액은 파괴된 국고로는 상환하기에는 너무 컸다. 이것이 연합군이 (우드로 윌슨의 반대에도 불구하고) 독일과 오스트리아-헝가리에 배상금 지급을 주장한 이유 중 하나이다. 그들은 배상금이 자신들의 빚을 갚을 수 있는 방법을 제공할 것이라고 믿었다. 그러나 독일 제국과 오스트리아-헝가리는 전쟁 후 심각한 경제적 어려움에 처해 있었고, 연합군이 빚을 갚을 수 없는 것과 마찬가지로 배상금을 지불할 능력도 없었다.
채무국들은 1920년대에 미국에게 부채를 탕감하거나 적어도 줄여달라고 강력하게 압력을 가했다. 미국 정부는 거부했다. 대신 미국 은행들은 유럽 국가들에게 대규모 대출을 해주기 시작했다. 따라서 빚(그리고 배상금)은 오래된 빚을 늘리고 새로운 빚을 쌓는 방식으로만 상환되었다. 1920년대 후반, 특히 1929년 이후 미국 경제가 약화되기 시작하면서 유럽 국가들은 미국으로부터 돈을 빌리기가 훨씬 더 어려워졌다. 동시에 미국의 높은 관세는 그들이 미국 시장에서 상품을 판매하기를 훨씬 더 어렵게 만들었다. 외환 수입원이 없어 대출금을 갚을 수 없게 되자 그들은 채무 불이행을 시작했다.
1920년대 후반부터 미국의 상품에 대한 유럽의 수요가 감소하기 시작했다. 이는 부분적으로 유럽 산업과 농업이 더욱 생산적이 되었기 때문이기도 하고, 부분적으로 일부 유럽 국가들(특히 바이마르 독일)이 심각한 금융 위기를 겪고 있어서 해외 상품을 구매할 여유가 없었기 때문이기도 하다. 그러나 1920년대 후반 유럽의 경제 불안정을 야기한 핵심 문제는 제1차 세계 대전의 여파에서 나타난 국제 부채 구조였다.
스무트-홀리 관세법과 같은 높은 관세 장벽은 전쟁 부채 상환을 심각하게 방해했다. 미국의 높은 관세의 결과로, 배상금과 전쟁 부채 상환은 일종의 순환에 의해서만 지속되었다. 1920년대 동안, 전 연합국들은 주로 독일 배상금 지급으로 얻은 자금으로 미국에 전쟁 부채 할부금을 지불했고, 독일은 미국과 영국으로부터의 대규모 사적 대출 덕분에만 이 지급금을 지불할 수 있었다. 마찬가지로, 미국 해외 투자는 달러를 제공했으며, 이는 외국 국가들이 미국 수출품을 구매하는 것을 가능하게 했다.
스무트-홀리 관세법은 리드 스무트 상원의원과 윌리스 C. 홀리 하원의원이 제정하고 후버 대통령이 서명한 법으로, 1930년 6월 미국의 수입품에 대한 세금을 약 20% 인상하는 내용이었다. 이 세금은 이미 줄어들고 있던 미국의 소득과 과잉 생산에 더해져 미국인들이 외국 상품에 더 적게 지출하는 데에만 이득을 주었다. 이와 대조적으로 유럽 무역 국가들은 이 세금 인상에 대해 불만을 표했는데, 특히 "미국이 국제 채권국이었고 미국 시장으로의 수출이 이미 감소하고 있었기" 때문이었다. 스무트-홀리 관세법에 대응하여 미국의 주요 생산국이자 최대 무역 상대국인 캐나다는 미국이 선호하는 수입품에 대한 재정 가치를 높여 보복을 추구하기로 결정했다.
1929년 주식 시장 붕괴 이후 발생한 유동성 확보 경쟁에서 자금이 유럽에서 미국으로 다시 유입되었고, 유럽의 취약한 경제는 무너졌다.
1931년까지 세계는 최근 기억 중 최악의 공황에 시달렸고, 배상금과 전쟁 부채의 전체 구조는 붕괴되었다.

### 인구 역학
1939년, 저명한 경제학자 앨빈 한센은 인구 증가 감소와 대공황의 관련성에 대해 논의했다.
같은 생각은 매니토바 대학교의 경제학자 클라렌스 바버가 1978년 학술지에 발표한 논문에서 논의되었다. 바버는 "해로드 모델의 한 형태"를 사용하여 대공황을 분석하면서 다음과 같이 말했다.
이러한 모델에서는 심각한 불황의 원인을 해로드의 자연 성장률 하락, 더 구체적으로는 인구 및 노동력 성장률, 그리고 생산성 또는 기술 발전 성장률이 보장된 성장률보다 낮은 수준으로 하락하는 조건에서 찾을 수 있을 것이다.
바버는 1920년대 동안 "생산성 성장률"의 감소에 대한 "명확한 증거"는 없지만, 같은 기간 동안 인구 성장률이 감소하기 시작했다는 "명확한 증거"는 있다고 말한다. 그는 인구 성장률의 감소가 심각한 공황을 유발할 만큼 "자연 성장률"의 감소를 야기했을 수 있다고 주장한다.
바버는 인구 증가율 감소가 주택 수요에 영향을 미 미칠 가능성이 높으며, 이는 1920년대에 실제로 일어났던 일이라고 주장한다. 그는 다음과 같이 결론을 내렸다.
농가 외 가구의 성장률이 급격하고 매우 크게 감소한 것은 1926년 이후 미국 주거 건설 감소의 주요 원인이었다는 것이 분명하다. 그리고 볼히와 필그림이 주장했듯이, 이러한 감소는 1929년의 경기 침체를 대공황으로 만든 가장 중요한 단일 요인이었을 수 있다.
인구통계학적 요인으로 인한 주택 건설 감소는 1933년 28%에서 1940년 38%에 이르는 것으로 추정된다.
1920년대 인구 증가율 감소의 원인 중에는 1910년 이후의 출생률 감소와 이민 감소가 있었다. 이민 감소는 주로 1920년대 이민에 대한 더 큰 제한을 두는 법률의 결과였다. 1921년 의회는 긴급 할당량법을 통과시켰고, 이어서 1924년 이민법이 통과되었다.
1925년 이후 경제 침체의 주요 원인은 주거용 및 비주거용 건물 건설의 감소였다. 전쟁으로 인한 부채, 가족 형성 감소, 1928-29년의 모기지 상환 및 대출 불균형이 주로 주택 건설 감소에 기여했다. 이로 인해 인구 증가율이 둔화되었다. 비주거용 건물은 "10년 내내 높은 비율로" 계속 건설되었지만, 이러한 건물의 수요는 실제로 매우 낮았다.

## 경제 정책의 역할

### 캘빈 쿨리지 (1923–29)
캘빈 쿨리지 대통령의 자유방임주의적인 무관심이 대공황에 어느 정도 기여했는지에 대해서는 역사학자들 사이에 지속적인 논쟁이 있다. 은행 파산율이 증가함에도 불구하고 그는 은행 규제 부족이 잠재적으로 위험하다고 예측하는 목소리에 귀 기울이지 않았다. 그는 주식 투기가 너무 과도하게 진행되었다고 경고하는 의원들의 말에 귀 기울이지 않았고, 노동자들이 광란의 20년대의 번영에 충분히 참여하지 못했다는 비판을 무시했다.

### 방임적 청산주의 (1929–33)

#### 개요

국제적인 맥락에서 본 대공황.

오늘날의 주류 경제학파 관점에서 정부는 어떤 광범위한 명목 총량을 안정적인 성장 경로에 유지하기 위해 노력해야 한다(새고전학파 거시경제학 및 통화주의 지지자들에게는 명목 통화량이 측정 기준이고, 케인스주의 경제학자들에게는 명목 총수요 자체가 측정 기준이다). 공황기에는 중앙은행이 은행 시스템에 유동성을 공급하고 정부는 세금을 인하하고 지출을 가속화하여 명목 통화량과 총 명목 수요가 붕괴되는 것을 막아야 한다.
미국 정부와 연방준비제도는 1929-32년 대공황으로의 하락기 동안 그렇게 하지 않았다. "청산주의"의 존재는 다가오는 대공황에 맞서 싸우지 않는 공공 정책 결정에 핵심적인 역할을 했다. 경제사학자들 사이에서 연방준비제도 정책 입안자들의 청산주의 고수는 재앙적인 결과를 초래했다는 견해가 점점 더 일반화되고 있다. 허버트 후버 대통령의 정책에 대해 경제학자 배리 아이켄그린과 J. 브래드포드 드롱은 후버 행정부의 재정 정책이 청산주의 경제학자와 정책 입안자들의 지도를 받았으며, 후버는 1932년 앤드루 멜런 재무장관에 대한 신뢰를 잃고 그를 교체할 때까지 연방 예산 균형을 유지하려고 노력했다고 지적한다. 후버는 회고록에서 자신이 청산주의자들과 동의하지 않았고, "상황을 완화하기 위해 정부의 권한을 사용해야 한다"고 조언한 그의 내각의 "경제적 책임"을 가진 로버트 P. 라몽 상무장관과 아서 M. 하이드 농무장관의 편을 들었다고 썼다. 그러나 동시에 그는 앤드루 멜런을 1932년 2월까지 재무장관으로 유지했다. 1932년에 후버는 대공황에 맞서 싸우기 위한 더 적극적인 조치를 지지하기 시작했다. 후버 대통령은 회고록에서 대공황으로의 하락기에 아무것도 하지 않도록 조언했던 자신의 내각 구성원들에 대해 다음과 같이 신랄하게 썼다.
멜런 재무장관이 이끄는 방임적 청산주의자들은 정부가 손을 떼고 침체가 스스로 청산되도록 두어야 한다고 생각했다. 멜런 씨는 단 하나의 공식만을 가지고 있었다. "노동을 청산하고, 주식을 청산하고, 농부들을 청산하고, 부동산을 청산하라... 그것은 시스템의 썩은 부분을 정화할 것이다. 높은 생활비와 높은 생활 수준은 낮아질 것이다. 사람들은 더 열심히 일하고, 더 도덕적인 삶을 살 것이다. 가치는 조정될 것이고, 기업가적인 사람들은 덜 유능한 사람들의 잔해를 집어들 것이다."
케인스 혁명 이전에는 그러한 청산주의 이론이 경제학자들에게 흔한 입장이었으며, 프리드리히 하이에크, 라이어널 로빈스, 조지프 슘페터, 시모어 E. 해리스 등과 같은 경제학자들이 이를 주장하고 발전시켰다. 청산주의자들에 따르면 공황은 좋은 약이었다. 공황의 기능은 실패한 투자와 기술 발전에 의해 쓸모없게 된 기업을 청산하여 생산 요소(자본과 노동)를 비생산적인 용도에서 해방시키는 것이었다. 이들은 기술적으로 역동적인 경제의 다른 부문에 재배치될 수 있다. 그들은 디플레이션 정책이 이후 10년 동안 경제 성장을 창출한 청산을 용인함으로써 1920-21년 공황의 기간을 최소화했다고 주장했다. 그들은 디플레이션 정책(1921년에 이미 실행됨)을 추진했으며, 이는 그들의 의견으로는 자본과 노동이 비생산적인 활동에서 해방되도록 돕고 새로운 경제 호황의 기반을 마련할 것이었다. 청산주의자들은 경제의 자율 조정이 대규모 파산을 초래하더라도 그렇게 해야 한다고 주장했다. 청산 과정을 연기하는 것은 사회적 비용만 증가시킬 뿐이다. 슘페터는 다음과 같이 썼다.
...회복은 스스로 찾아와야만 건전하다고 믿게 된다. 인위적인 자극으로 인한 모든 회복은 불황의 일부 과업을 미완으로 남기고, 미소화된 부조화의 잔재에 새로운 부조화를 더해, 사업을 또 다른 (더 나쁜) 위협에 빠뜨린다.
청산주의자들의 기대와는 달리, 대공황 초기 몇 년 동안 자본 스톡의 상당 부분이 재배치되지 못하고 사라졌다. 올리비에 블랑샤르와 로런스 서머스의 연구에 따르면, 경기 침체는 1933년까지 순 자본 축적을 1924년 이전 수준으로 떨어뜨렸다.

#### 비판
존 메이너드 케인스와 밀턴 프리드먼과 같은 경제학자들은 청산주의 이론에서 비롯된 무대책 정책 처방이 대공황을 심화시키는 데 기여했다고 주장했다. 케인스는 조롱의 수사로 하이에크, 로빈스, 슘페터를 다음과 같이 묘사하며 청산주의적 견해를 불신하려 했다.
...엄격하고 청교도적인 영혼들은 [대공황]을 그들이 부르는 '과도한 팽창'에 대한 피할 수 없고 바람직한 응보라고 생각합니다... 이토록 많은 번영이 보편적인 파산으로 균형을 이루지 못한다면 불의의 황금이 승리할 것이라고 그들은 느낍니다. 그들은 우리를 바로잡기 위해 그들이 정중하게 '장기적인 청산'이라고 부르는 것이 필요하다고 말합니다. 청산은 아직 완료되지 않았지만, 시간이 지나면 완료될 것입니다. 그리고 청산이 완료될 만큼 충분한 시간이 지나면, 우리 모두는 다시 괜찮아질 것입니다...
밀턴 프리드먼은 시카고 대학교에서는 그런 "위험한 헛소리"가 결코 가르쳐지지 않았으며, 그런 헛소리가 가르쳐진 하버드 대학교에서 똑똑한 젊은 경제학자들이 왜 스승들의 거시 경제학을 거부하고 케인스주의자가 되었는지 이해한다고 말했다. 그는 다음과 같이 썼다.
나는 오스트리아 학파의 경기 순환 이론이 세상에 많은 해를 끼쳤다고 생각한다. 1930년대, 즉 핵심 시점으로 돌아가 보면, 런던에 앉아 있던 오스트리아 학파인 하이에크와 라이어널 로빈스는 세상의 바닥이 완전히 드러나도록 내버려 두어야 한다고 말하고 있었다. 스스로 치유되도록 내버려 두어야 한다. 아무것도 할 수 없다. 오직 상황을 더 악화시킬 뿐이다 [...] 나는 영국과 미국 모두에서 그런 무대책 정책을 장려함으로써 그들이 해를 끼쳤다고 생각한다.
경제학자 로런스 화이트는 하이에크와 로빈스가 1930년대 초의 디플레이션 정책에 적극적으로 반대하지 않았다는 점을 인정하면서도, 밀턴 프리드먼, J. 브래드포드 드롱 등의 하이에크가 청산주의 옹호자였다는 주장에 이의를 제기한다. 화이트는 하이에크와 로빈스의 경기 순환 이론(나중에 현재의 오스트리아 경기변동 이론으로 발전)이 통화 공급의 심각한 수축을 허용하는 통화 정책과 실제로는 일치하지 않는다고 주장한다. 그럼에도 불구하고 화이트는 대공황 당시 하이에크가 "1929-32년의 명목 소득 감소와 급격한 디플레이션에 대해 모호한 태도를 보였다"고 말한다. 1975년 강연에서 하이에크는 40여 년 전 중앙은행의 디플레이션 정책에 반대하지 않았던 실수를 인정하며, 자신이 "모호했던" 이유를 다음과 같이 설명했다. "당시 저는 단기간의 디플레이션 과정이 기능하는 경제와 양립할 수 없다고 생각했던 임금의 경직성을 깨뜨릴 수 있다고 믿었습니다." 1979년 하이에크는 대공황 초기의 연준의 긴축 통화 정책과 은행에 대한 유동성 공급 실패를 강력하게 비판했다.

1910–60년 미국 실업률, 대공황 시기(1929–39) 강조; 정확한 데이터는 1939년부터 시작하며 파란색 선으로 표시된다.

나는 밀턴 프리드먼과 마찬가지로 붕괴가 발생한 후 연방준비제도가 어리석은 디플레이션 정책을 추구했다고 생각합니다. 나는 인플레이션뿐만 아니라 디플레이션에도 반대합니다. 따라서 다시 한번, 잘못 계획된 통화 정책이 공황을 연장시켰습니다.

#### 경제 정책
역사가들은 후버가 공황에 맞서 끊임없이 노력한 공로를 인정하며, 그가 조기에 노화되어 정부를 떠났다고 언급했다. 그러나 그의 정책은 대공황을 해결하기에는 충분하지 않다고 평가된다. 그는 무언가를 할 준비는 되어 있었지만, 충분히 멀리 나아가지 못했다. 후버는 자유방임주의의 옹호자가 아니었다. 그러나 그의 주요 철학은 자발주의, 자립, 그리고 강인한 개인주의였다. 그는 직접적인 연방 개입을 거부했다. 그는 정부가 그의 직전 전임자들(워런 G. 하딩, 캘빈 쿨리지)이 믿었던 것보다 더 많은 일을 해야 한다고 믿었다. 그러나 그는 프랭클린 D. 루스벨트가 나중에 한 만큼 나아갈 의지는 없었다. 따라서 그는 "새로운 대통령의 첫 번째"이자 "옛날 대통령의 마지막"으로 묘사된다.
후버의 첫 조치는 기업들이 인력을 줄이거나 임금을 삭감하지 않는 자발주의에 기반을 두었다. 그러나 기업들은 선택의 여지가 거의 없었고 임금은 삭감되었으며, 노동자들은 해고되고 투자는 연기되었다. 후버 행정부는 1930년에서 1932년 사이에 1억 달러 이상의 긴급 농업 대출과 약 9억 1천 5백만 달러의 공공 사업 프로젝트를 확대했다. 후버는 은행가들에게 대형 은행들이 파산하는 은행들을 살릴 수 있도록 국민신용회사를 설립할 것을 촉구했다. 그러나 은행가들은 파산하는 은행에 투자하기를 꺼려했고, 국민신용회사는 문제를 해결하는 데 거의 아무런 역할을 하지 못했다. 1932년 후버는 마지못해 재건금융공사를 설립했는데, 이는 은행을 구제하고 금융 기관에 대한 신뢰를 회복하기 위해 최대 20억 달러를 대출할 권한을 가진 연방 기관이었다. 그러나 20억 달러는 모든 은행을 구하기에는 충분하지 않았고, 뱅크런과 은행 파산은 계속되었다.

#### 연방 지출

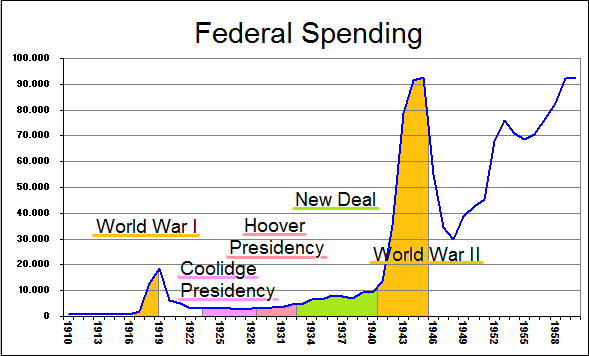
연방 지출 (백만 달러, 1910–60년). 후버 행정부, 뉴딜, 제2차 세계 대전 기간이 강조되어 있다.

J. 브래드포드 드롱은 후버가 평상시에는 예산 절감에 나섰을 것이며 지속적으로 예산 균형을 맞추려 했다고 설명했다. 후버는 공황이 시작된 후 2년 반 동안 정부 지출을 늘리려던 강력한 정치 세력에 맞서 방어선을 지켰다. 공황 초기 2년(1929년과 1930년) 동안 후버는 실제로 국내총생산의 약 0.8%에 해당하는 예산 흑자를 달성했다. 1931년 경기 침체가 크게 악화되고 GDP가 15% 감소했을 때, 연방 예산은 GDP의 0.6%에 불과한 소규모 적자를 기록했다. 후버가 지출을 늘리는 조치들(재건금융공사, 연방 주택 대출 은행법, 주정부 공황 구제 프로그램에 대한 직접 대출)을 추진한 것은 1932년(GDP가 1929년 수준에 비해 27% 감소했을 때)에 이르러서야였다. 그러나 동시에 그는 예산을 다시 균형을 맞추기 위해 세금을 대폭 인상하는 1932년 세입법을 추진했다.
여러 경제학자들이 주장한 바에 따르면, 불확실성은 공황의 악화와 장기화에 기여한 주요 요인이었다. 또한 경제학자 폴 R. 플라코와 랜들 E. 파커는 대공황 시작을 나타내는 "초기 소비 감소"의 원인이었다고 한다. 경제학자 루드비히 라흐만은 비관주의가 회복을 방해하고 공황을 악화시켰다고 주장한다. 후버 대통령은 눈앞의 현실을 보지 못했다고 평가받는다.
경제학자 제임스 듀젠베리는 경제 불균형이 제1차 세계 대전의 결과일 뿐만 아니라 20세기 첫 사분기에 이루어진 구조적 변화의 결과라고 주장한다. 그는 또한 국가 경제의 각 지점이 작아졌고, 주택 수요가 많지 않았으며, 주식 시장 붕괴가 "이전의 어떤 금융 공황보다 소비에 더 직접적인 영향을 미쳤다"고 말한다.
경제학자 윌리엄 A. 루이스는 미국과 그 주요 생산국들 사이의 갈등을 다음과 같이 설명했다.
1930년대의 불행은 주로 전쟁 후 1차 상품 생산이 수요를 다소 초과했기 때문이었다. 이것이 1차 생산국에 불리한 교역 조건을 유지함으로써 제조업 무역을 매우 낮게 유지했고, 이는 1920년대에도 영국과 같은 일부 국가에 해를 끼쳤으며, 1930년대 초 세계 경제를 끌어내린 원인이었다... 1차 상품 시장이 그렇게 불안정하지 않았다면 1929년의 위기는 대공황이 되지 않았을 것이다... 물가 폭락이 디플레이션적이었다.
주식 시장 붕괴가 대공황의 첫 징후는 아니었다. "붕괴 훨씬 이전부터 지역 은행들은 하루에 한 개꼴로 파산하고 있었다." 투자자들이 연방 은행을 안전망으로 의존하게 만든 것은 1920년대 연방준비제도 시스템의 발전이었다. 투자자들은 계속 주식을 매수하고 모든 변동을 무시하도록 권장되었다. 경제학자 로저 밥슨은 다가올 결함을 투자자들에게 경고하려 했지만, 1929년 여름 경제가 악화되기 시작했을 때도 비웃음을 샀다. 영국과 독일이 전쟁 후 금 통화의 압박 속에서 고군분투하는 동안, 경제학자들은 상당히 안정적이고 성공적이라고 여겨지는 지속 불가능한 '새로운 경제'에 눈이 멀었다.
미국이 더 이상 금본위제를 준수하지 않기로 결정한 이후, "달러 가치는 매일 자유롭게 변동할 수 있었다." 이러한 국제적 불균형이 위기로 이어졌음에도 불구하고, 국내 경제는 안정적으로 유지되었다.
대공황은 전 세계적으로 모든 국가에 영향을 미쳤다. "독일 마르크는 총리가 합리적인 금융보다 국내 정치를 우선시하면서 붕괴되었고; 영국 은행은 투기적 공격 이후 금본위제를 포기했으며; 미국 연방준비제도는 1931년 10월 달러 가치를 보존하기 위해 재할인율을 급격히 인상했다." 연방준비제도는 미국 경제를 더욱 깊은 공황으로 몰아넣었다.

#### 조세 정책
1929년 후버 행정부는 경제 위기에 대응하여 소득세율과 법인세율을 일시적으로 낮추었다. 1931년 초, 세금 신고는 경기 침체로 인해 소득이 엄청나게 감소했음을 보여주었다. 소득세 수입은 1930년보다 40% 적었다. 동시에 정부 지출은 예상보다 훨씬 많았다. 그 결과 재정 적자가 엄청나게 증가했다. 앤드루 멜런 재무장관은 세금 인상을 촉구했지만, 후버는 1932년이 선거의 해였기 때문에 그렇게 할 의사가 없었다. 1931년 12월, 모든 경제 지표가 지속적인 하향 추세를 가리키면서 경기 침체가 끝날 것이라는 희망은 사라졌다. 1932년 1월 7일, 앤드루 멜런은 후버 행정부가 세금 인상을 통해 공공 부채의 추가 증가를 끝낼 것이라고 발표했다. 1932년 6월 6일, 1932년 세입법이 법으로 서명되었다.

### 프랭클린 D. 루스벨트 (1933–45)

1920–40년 미국 GDP 연간 추이 및 장기 추세 (수십억 불변 달러).

루스벨트는 회복을 추진하겠다고 공약하며 1932년 대통령 선거에서 승리했다. 그는 사회 보장, 은행 개혁, 금본위제 중단 등 일련의 프로그램을 시행했으며, 이들을 통틀어 뉴딜이라고 불렀다.
대부분의 역사학자와 경제학자들은 뉴딜이 회복에 유익했다고 주장한다. 웨이크포리스트 대학교 경제학과 교수 로버트 와플스가 경제사학자들을 대상으로 실시한 설문조사에서 익명의 설문지가 경제사학회 회원들에게 발송되었다. 회원들은 "전체적으로 볼 때, 뉴딜 정부 정책이 대공황을 장기화하고 심화시키는 데 기여했다"는 진술에 대해 반대, 동의, 또는 유보적인 동의 중 하나를 선택하도록 요청받았다. 소속 대학의 역사학과에서 일하는 경제사학자 중 6%만이 진술에 동의했고, 경제학과에서 일하는 경제사학자 중 27%가 동의했다. 두 그룹의 거의 비슷한 비율(21%와 22%)이 "유보적인 동의"를 표명했으며, 역사학과에서 일하는 경제사학자 중 74%와 경제학과에서 일하는 경제사학자 중 51%가 진술에 명백히 반대했다.

#### 회복의 열쇠에 대한 주장
피터 테민, 배리 위그모어, 가우티 B. 에거트손, 크리스티나 로머에 따르면, 뉴딜이 경제에 미친 가장 큰 주요 영향이자 회복과 대공황 종식의 열쇠는 대중의 기대를 성공적으로 관리한 데서 비롯되었다. 첫 뉴딜 정책 이전에는 사람들이 수축적인 경제 상황(경기 침체, 디플레이션)이 지속될 것으로 예상했다. 루스벨트의 재정 및 통화 정책 체제 변화는 그의 정책 목표를 신뢰할 수 있게 하는 데 도움이 되었다. 기대는 확장적인 발전(경제 성장, 인플레이션)으로 바뀌었다. 더 높은 미래 소득과 더 높은 미래 인플레이션에 대한 기대는 수요와 투자를 자극했다. 이 분석은 금본위제, 균형 예산, 작은 정부와 같은 정책 독단적 사고의 제거가 1933년부터 1937년까지 생산 및 물가 회복의 약 70-80%를 설명하는 기대의 큰 변화로 이어졌음을 시사한다. 만약 체제 변화가 일어나지 않고 후버 정책이 계속되었다면, 경제는 1933년에 자유 낙하를 계속했을 것이며, 1937년의 생산량은 1933년보다 30% 낮았을 것이다.

#### 대공황 장기화에 대한 주장
새고전학파 거시경제학적 관점에서 대공황의 심각한 마이너스 충격은 1929-33년의 경기 침체를 야기했지만, 통화 및 은행 개혁 정책으로 인해 1933년 이후에는 이러한 발전이 긍정적으로 바뀌었다. 콜-오하니안 모델에 따르면, 장기적인 공황의 주범은 노동 마찰과 생산성/효율성 마찰(아마도 정도는 덜하지만)이었다. 금융 마찰이 장기적인 침체를 야기했을 가능성은 낮다.
콜-오하니안 모델에서는 평소보다 느린 회복이 나타나는데, 그들은 이를 독점과 부의 분배 경향이 있는 것으로 평가된 뉴딜 정책으로 설명한다. 대공황과 관련하여 이러한 진단적 원천을 다루는 핵심 경제 논문은 콜과 오하니안의 연구이다. 콜-오하니안은 뉴딜 정책 중 두 가지, 즉 국가산업부흥법과 국가노동관계법 (NLRA)을 지적하는데, 후자는 NIRA의 노동 규정을 강화한 것이다. 콜-오하니안에 따르면 뉴딜 정책은 적어도 제조업과 일부 에너지 및 광업에서 카르텔화, 높은 임금, 높은 물가를 초래했다. 프랭클린 D. 루스벨트의 대공황 심각성에 대한 정책인 NIRA는 심각한 디플레이션 시기에 과도한 경쟁을 줄이는 것을 목표로 한 "공정 경쟁 규약"이었는데, 이는 수요와 고용 감소의 원인으로 여겨졌다. NIRA는 반독점법을 중단하고 일부 부문에서 산업이 청산 수준 이상으로 임금을 인상하고 노동 조합과의 단체 교섭을 수락하는 경우 담합을 허용했다. 카르텔화의 효과는 독점의 기본 효과로 볼 수 있다. 해당 기업은 너무 적게 생산하고, 너무 높은 가격을 책정하며, 노동력을 과소 고용한다. 마찬가지로, 조합의 힘이 증가하면 독점과 유사한 상황이 발생한다. 조합원에게는 임금이 너무 높아 기업은 더 적은 인력을 고용하고 더 적은 생산량을 생산한다. 콜-오하니안은 추세와 실현된 생산량 간의 차이 중 60%가 카르텔화와 조합 때문임을 보여준다. 차리, 케호, 맥그래튼도 콜-오하니안 모델과 일치하는 설명을 제시한다.
이러한 유형의 분석은 대공황에 대한 균형 경기 순환의 적용 가능성 등 수많은 반론을 가지고 있다.
1933년 3월, 프랭클린 루스벨트 대통령은 연방 정부가 통화 시스템에 대한 권한을 잃을 것을 우려하여 모든 추가적인 감가 상각 화폐와 지역 통화의 발행을 금지했다.:{{{1}}}:{{{1}}} 자유경제 학파에 따르면, 이는 대공황을 장기화시켰다.

## 같이 보기
- 1933년 은행법 및 1935년 은행법 - 대통령이 임명한 7명의 연방준비제도 이사회에 투표권을 부여했으며, 총 12명의 FOMC 위원이 있다.
- 대수축
- 연방준비제도에 대한 비판
- 정치철학
- 대공황의 타임라인

## 내용주
1. ↑  Humphrey, Thomas M.; Timberlake, Richard H. (2019년 4월 2일). 《GOLD, THE REAL BILLS DOCTRINE, AND THE FED : sources of monetary disorder, 1922–1938.》. CATO INSTITUTE. ISBN 978-1-948647-55-7.
2. ↑  Romer, Christina D. "What Ended the Great Depression?" *The Journal of Economic History* 52, no. 4 (1992): 757-784.
3. ↑  Field, Alexander J. (2011). 《A Great Leap Forward: 1930s Depression and U.S. Economic Growth》. New Haven, London: Yale University Press. 182쪽. ISBN 978-0-300-15109-1Field cites Freeman & Schwartz (1963), Temin (1976), Bernanke (1983), Field (1984), Romer (1990), Eighengreen (1992)
4. ↑  Milton Friedman; Anna Jacobson Schwartz (2008). 《The Great Contraction, 1929–1933》 New판. Princeton University Press. ISBN 978-0691137940.
5. ↑  McCulloch, Hu (2018년 8월 23일). “World War I, Gold, and the Great Depression”. 《www.cato.org》. 2025년 6월 7일에 확인함.
6. ↑  https://www.nber.org/system/files/chapters/c11482/c11482.pdf [{{{설명}}}]
7. ↑  Robert Whaples, "Where Is There Consensus Among American Economic Historians? The Results of a Survey on Forty Propositions", Journal of Economic History, Vol. 55, No. 1 (March 1995), p. 150 in JSTOR.
8. ↑  Robert Whaples, "Where Is There Consensus Among American Economic Historians? The Results of a Survey on Forty Propositions", Journal of Economic History, Vol. 55, No. 1 (March 1995), p. 143 in JSTOR.
9. ↑  Keen 2000, p. 198.
10. 1 2 3  Caldwell, J., & O'Driscoll, T. G. (2007). What Caused the Great Depression?. Social Education, 71(2), 70-74
11. ↑  Milton Friedman; Anna Jacobson Schwartz (2008). 《The Great Contraction, 1929–1933》 New판. Princeton University Press. ISBN 978-0691137940.
12. ↑  Paul Krugman (February 3, 2007), "Who Was Milton Friedman?", New York Review of Books
13. ↑  Ben Bernanke (Nov. 8, 2002), FederalReserve.gov: "Remarks by Governor Ben S. Bernanke", Conference to Honor Milton Friedman, University of Chicago
14. ↑  Milton Friedman; Anna Jacobson Schwartz (2008). 《The Great Contraction, 1929–1933》 New판. Princeton University Press. 247쪽. ISBN 978-0691137940.
15. ↑  Milton Friedman; Anna Jacobson Schwartz (2008). 《The Great Contraction, 1929–1933》 New판. Princeton University Press. xviii, 13쪽. ISBN 978-0691137940.
16. ↑  Amadeo, Kimberly. “17 Recessions in U.S. History”. 《The Balance》 (영어). 2019년 11월 5일에 확인함.
17. ↑    - Bruner, Robert F.; Carr, Sean D. (2007). 《The Panic of 1907: Lessons Learned from the Market's Perfect Storm》. Hoboken, New Jersey: John Wiley & Sons. ISBN 978-0-470-15263-8.
18. ↑  Richard H. Timberlake (August 2005). “Gold Standards and the Real Bills Doctrine in U.S. Monetary Policy” (PDF). 《Econ Journal Watch》. 2005년 9월 10일에 원본 문서 (PDF)에서 보존된 문서. 2011년 6월 6일에 확인함.
19. ↑  Randall E. Parker (2003), Reflections on the Great Depression, Elgar Publishing ISBN 978-1843763352, p. 11
20. ↑  Ben Bernanke (1983), "Non-monetary effects of the financial crisis in the propagation of the Great Depression", American Economic Review . Am 73#3 257–76.
21. ↑  Friedman 2007, p. 15.
22. ↑  (Samuelson 1948, p. 353)
23. ↑  Paul Krugman, blog (December 14, 2009), "Samuelson, Friedman, and monetary policy", The New York Times
24. ↑  Robert Whaples, "Where Is There Consensus Among American Economic Historians? The Results of a Survey on Forty Propositions", Journal of Economic History, Vol. 55, No. 1 (March 1995), p. 150, in JSTOR
25. ↑   총 GDP 대비 부채의 여러 그래프는 인터넷에서 찾을 수 있다.
26. 1 2 3 4 5 6  Jerome, Harry (1934). 〈Introduction to "Mechanization in Industry"〉. 《Mechanization in Industry, National Bureau of Economic Research》. 《Mechanization in Industry》. –11–2쪽.
27. ↑  Hansen, Alvin (1939). 《Economic Progress and Declining Population Growth》. 《American Economic Review》 29. 1–15쪽. JSTOR 1806983.
28. 1 2 3  Fisher, Irving (October 1933). 《The Debt-Deflation Theory of Great Depressions》. 《Econometrica》 1 (The Econometric Society). 337–357쪽. doi:10.2307/1907327. JSTOR 1907327. S2CID 35564016.
29. ↑  Fortune, Peter (Sep–Oct 2000). 《Margin Requirements, Margin Loans, and Margin Rates: Practice and Principles – analysis of history of margin credit regulations – Statistical Data Included》. 《New England Economic Review》.
30. 1 2  “Bank Failures”. Living History Farm. 2009년 2월 19일에 원본 문서에서 보존된 문서. 2008년 5월 22일에 확인함.
31. ↑  Friedman and Schwartz, A Monetary History of the United States, p.352
32. ↑  Randall E. Parker (2003), Reflections on the Great Depression, Edward Elgar Publishing ISBN 9781843765509, pp. 14-15
33. ↑  Bernanke, Ben S (June 1983). 《Non-Monetary Effects of the Financial Crisis in the Propagation of the Great Depression》. 《The American Economic Review》 73 (The American Economic Association). 257–276쪽. JSTOR 1808111.
34. ↑  Mishkin, Fredric (December 1978). 《The Household Balance and the Great Depression》. 《Journal of Economic History》 38. 918–37쪽. doi:10.1017/S0022050700087167. S2CID 155049545.
35. ↑  Keen, Steve (2012년 12월 6일). “Briefing for Congress on the Fiscal Cliff: Lessons from the 1930s – Steve Keen's Debtwatch”. Debtdeflation.com. 2014년 12월 1일에 확인함.
36. ↑  Friedersdorf, Conor (2012년 12월 5일). “What If the Fiscal Cliff Is the Wrong Cliff?”. 《The Atlantic》. 2014년 12월 1일에 확인함.
37. ↑  “Private Debt Caused The Current Great Depression, Not Public Debt – Michael Clark”. Seeking Alpha. 2012년 5월 11일. 2014년 12월 1일에 확인함.
38. 1 2  Gauti B. Eggertsson, Great Expectations and the End of the Depression, American Economic Review 2008, 98:4, 1476–1516
39. 1 2  The New York Times, Christina Romer, The Fiscal Stimulus, Flawed but Valuable, October 20, 2012
40. ↑  Peter Temin, Lessons from the Great Depression, MIT Press, 1992, ISBN 9780262261197, p. 87-101
41. ↑  Gauti B. Eggertsson, Great Expectations and the End of the Depression, The American Economic Review, Vol. 98, No. 4 (Sep. 2008), S. 1476–1516, p. 1480
42. ↑  Murray Rothbard, America's Great Depression (Ludwig von Mises Institute, 2000), pp. 159–63.
43. ↑  Rothbard, America's Great Depression, pp. 19–21"
44. ↑  Mises, Ludwig von (2006). 《The Causes of the Economic Crisis; and Other Essays Before and After the Great Depression》. 루트비히 폰 미제스 연구소. 207쪽. ISBN 978-1933550039.
45. ↑  Rothbard, A History of Money and Banking in the United States, pp. 293–94.
46. ↑  존 커닝엄 우드, Robert D. Wood, Friedrich A. Hayek, Taylor & Francis, 2004, ISBN 9780415310574, p. 115
47. 1 2  White, Clash of Economic Ideas, p. 94.  See alsoWhite, Lawrence (2008). 《Did Hayek and Robbins Deepen the Great Depression?》. 《Journal of Money, Credit and Banking》 40. 751–768쪽. doi:10.1111/j.1538-4616.2008.00134.x. S2CID 153773721.
48. 1 2  F. A. Hayek, interviewed by Diego Pizano July 1979 published in: Diego Pizano, Conversations with Great Economists:  Friedrich A. Hayek, John Hicks, Nicholas Kaldor, Leonid V. Kantorovich, Joan Robinson, Paul A.Samuelson, Jan Tinbergen (Jorge Pinto Books, 2009).
49. ↑  “Lewis Corey: The Decline of American Capitalism (1934)”. Marxists.org. 2007년 9월 30일. 2014년 12월 1일에 확인함.
50. ↑  Marx, Karl. Capital: Volume 1. Penguin Classics, 1990 [1867].
51. ↑  Sweezy, Paul M. The Theory of Capitalist Development. Monthly Review Press, 1942.
52. ↑  Mandel, Ernest. "Late Capitalism". Verso, 1975.
53. ↑  Fleisher, Larry (2009년 10월 30일). “The Great Depression And The Great Recession”. 《포브스》 (영어). 2022년 4월 22일에 확인함.
54. ↑  Blaug, Mark. "The Methodology of Economics: Or How Economists Explain". Cambridge University Press, 1990.
55. ↑  Lawson, Tony. "The Nature of Heterodox Economics." Cambridge Journal of Economics. 30.4 (2006): 483-505.
56. 1 2  Bell, Spurgeon (1940). 《Productivity, Wages and National Income, The Institute of Economics of the Brookings Institution》.
57. ↑  Yergin, Daniel (1992). 《The Prize: The Epic Quest for Oil, Money $ Power》.
58. 1 2 3 4 5  Beaudreau, Bernard C. (1996). 《Mass Production, the Stock Market Crash and the Great Depression》. New York, Lincoln, Shanghi: Authors Choice Press.
59. 1 2  Vatter, Harold G.; Walker, John F.; Alperovitz, Gar (2005). 《The onset and persistence of secular stagnation in the U.S. economy: 1910–1990》. 《Journal of Economic Issues》.
60. ↑  Beaudreau (1996) cites capacity utilization at 84-86%, which would be a decent number today; however, there were some industrial leaders who complained of overcapacity, as did Senator Smoot.
61. ↑  Jerome, Harry (1934). 《Mechanization in Industry, National Bureau of Economic Research》. 《NBER》<For the several industries studied industry expansion offset most of the productivity gains that would otherwise have resulted in many more job losses than actually occurred. To prevent rising unemployment the laid off workers would have to have changed industries, but it was noted that even if workers were successful at such a change the time typically took 18 months or more. The employment statistics for the 1930 census reflect conditions after the start of the depression so the actual employment situation prior to the depression is unknown.>
62. ↑  “Hours of Work in U.S. History”. 2010. 2011년 10월 26일에 원본 문서에서 보존된 문서.
63. ↑  Whaples, Robert (June 1991). 《The Shortening of the American Work Week: An Economic and Historical Analysis of Its Context, Causes, and Consequences》. 《Journal of Economic History》 51. 454–57쪽. doi:10.1017/S0022050700039073. S2CID 153813437.
64. ↑  Field, Alexander (2004). “Technological Change and Economic Growth the Interwar Years and the 1990s” (PDF). 2012년 3월 10일에 원본 문서 (PDF)에서 보존된 문서.
65. ↑  Hubbert, M. King (1940). 《Man Hours and Distribution, Derived from Man Hours: A Declining Quantity, Technocracy, Series A, No. 8, August 1936》.
66. ↑  Stiglitz, Joseph (2011). “The Book of Jobs”. 《Vanity Fair》. 2011년 12월 23일에 확인함.
67. ↑  Ayres, R. U.; Ayres, L. W.; Warr, B. (2002). 《Exergy, Power and Work in the U. S. Economy 1900–1998, Insead's Center For the Management of Environmental Resources, 2002/52/EPS/CMER》 (PDF). 2013년 5월 18일에 원본 문서 (PDF)에서 보존된 문서. 2011년 12월 20일에 확인함<Fig. 4 in Appendix>전체 토지의 6분의 1에서 4분의 1이 동물 사료 재배에 사용되었다.
68. ↑  Atack, Jeremy; Passell, Peter (1994). 《A New Economic View of American History》. New York: W.W. Norton and Co. 574–6쪽. ISBN 978-0-393-96315-1.
69. ↑  “General Motors and the Decline of Streetcars” (PDF). 2013년 5월 20일에 원본 문서 (PDF)에서 보존된 문서. 2012년 1월 11일에 확인함.
70. ↑  Field, Alexander J. (2011). 《A Great Leap Forward: 1930s Depression and U.S. Economic Growth》. New Haven, London: Yale University Press. ISBN 978-0-300-15109-1.
71. ↑  Kennedy, David M. (1999). 《Freedom From Fear, The American People in Depression and War 1929–1945》. Oxford University Press. 122, 123쪽. ISBN 978-0-19-503834-7.
72. ↑  Dorfman,1959
73. ↑  Allgoewer, Elisabeth (May 2002). 《Underconsumption theories and Keynesian economics. Interpretations of the Great Depression》 (PDF). 《Discussion Paper No. 2002–14》.
74. 1 2  Clemens, Peter (2008). 《Prosperity, Depression and the New Deal: The USA 1890–1954》. Hodder Education. 108쪽. ISBN 978-0-340-965887.
75. ↑  The Road to Plenty (1928)
76. 1 2 3 4 5  Chapter 15: The Great Depression. (1999). Growth of the International Economy 1820–2000 (pp. 226–34). Taylor & Francis Ltd / Books.
77. ↑  Ben Bernanke, Studies on the Great Depression, Princeton University Press, 2009.
78. ↑  Winkler, Heinrich August (2000). 《Der lange Weg nach Westen》 [The Long Road to the West] (독일어) 1. Munich: C.H. Beck. 451쪽. ISBN 978-3-406-66049-8.
79. ↑  Eichengreen 1992, p. xi
80. ↑  Bernanke 2002, p. 80
81. ↑  Gold Standards and the Real Bills Doctrine in U.S. Monetary Policy, RICHARD H. TIMBERLAKE http://www.econjournalwatch.org/pdf/TimberlakeIntellectualTyrannyAugust2005.pdf 보관됨 9월 10, 2005 - 웨이백 머신
82. ↑  Blanchard, Olivier (2006). 《Macroeconomics》. New York: Pearson. ISBN 978-0131860261.
83. ↑  Parker, p. 49.
84. 1 2 3 4  Chernow, R. (2009년 10월 23일). “Everyman's financial meltdown”. 《The New York Times》. ProQuest 1030683641. |id=에 templatestyles stripmarker가 있음(위치 1) (도움말)
85. 1 2 3  Temin, P. (2010). The Great Recession & the Great Depression. Daedalus, 139(4), 115–24.
86. ↑  White, 1990.
87. ↑  Protectionism and the Great Depression, 폴 크루그먼, The New York Times, November 30, 2009
88. ↑  The protectionist temptation: Lessons from the Great Depression for today, VOX, Barry Eichengreen, Douglas Irwin, March 17, 2009
89. 1 2 3 4 5  EICHENGREEN, B., & IRWIN, D. A. (2010). "The Slide to Protectionism in the Great Depression: Who Succumbed and Why?" Journal of Economic History, 70(4), 871–97.
90. 1 2  Robert Whaples, "Where Is There Consensus Among American Economic Historians? The Results of a Survey on Forty Propositions", Journal of Economic History, Vol. 55, No. 1 (Mar. 1995), pp. 139–54 in JSTOR
91. ↑  “Protectionism and the Great Depression”. 《Paul Krugman Blog》. 2009년 11월 30일. 2016년 10월 23일에 확인함.
92. ↑  Temin, P. 1989. Lessons from the Great Depression, MIT Press, Cambridge, Mass
93. ↑  Hansen, Alvin (1939). 《Economic Progress and Declining Population Growth》. ISBN 978-1162557823<Originally printed in a journal.  Reprinted 2004, 2010>
94. 1 2  Barber, Clarence L. "On the Origins of the Great Depression", Southern Economic Journal, January, 1978, 44(3), pp. 432–56.
95. ↑  Barber, Clarence L. "On the Origins of the Great Depression", Southern Economic Journal, January 1978, 44(3), pp. 432–56.  See also Bolch, B. W. and J. D. Pilgrim, "A Reappraisal of Some Factors Associated with Fluctuations in the United States in the Interwar Period."  Southern Economic Journal, January 1973, pp. 327–44.
96. ↑  
Atack, Jeremy; Passell, Peter (1994). 《A New Economic View of American History》. New York: W.W. Norton and Co. 599쪽. ISBN 978-0-393-96315-1.
97. ↑  Longman, Philip (2004). 《The Empty Cradle: How Falling Birthrates Threaten World Prosperity And What to Do About It》. Basic Books. 87쪽. ISBN 978-0-465-05050-5.
98. ↑  Urofsky, Melvin I. (2000). 《The American Presidents: Critical Essays》. Garland Pub. 391쪽. ISBN 978-0-8153-2184-2.
99. 1 2 3 4 5 6 7  De Long, J. Bradford (December 1990). 《'Liquidation' Cycles: Old Fashioned Real Business Cycle Theory and the Great Depression》. 《NBER Working Paper No. 3546》. 1쪽. doi:10.3386/w3546.
100. ↑  White, Lawrence (2008). 《Did Hayek and Robbins Deepen the Great Depression?》. 《Journal of Money, Credit, and Banking》 40. 751–768쪽. doi:10.1111/j.1538-4616.2008.00134.x. S2CID 153773721.
101. 1 2 3  White, Lawrence (2008). 《Did Hayek and Robbins Deepen the Great Depression?》. 《Journal of Money, Credit and Banking》 40. 751–768쪽. doi:10.1111/j.1538-4616.2008.00134.x. S2CID 153773721.
102. 1 2 3  Randall E. Parker, Reflections on the Great Depression, Elgar publishing, 2003, ISBN 978-1843763352, p. 9
103. ↑  Hoover, Herbert. The Memoirs of Herbert Hoover, p. 31 보관됨 12월 17, 2008 - 웨이백 머신
104. 1 2  Bradford DeLong, What Was Herbert Hoover's Fiscal Policy?
105. ↑  Lawrence White, The Clash of Economic Ideas: The Great Policy Debates and Experiments of the 20th Century (Cambridge University Press), p. 94.
106. ↑  Peter Clemens, Prosperity, Depression and the New Deal: The USA 1890–1954, Hodder Education, 4. Auflage, 2008, ISBN 978-0-340-965887, pp. 110–11
107. ↑  Peter Clemens, Prosperity, Depression and the New Deal: The USA 1890–1954, Hodder Education, 4. Auflage, 2008, ISBN 978-0-340-965887, p. 120
108. ↑  Peter Clemens, Prosperity, Depression and the New Deal: The USA 1890–1954, Hodder Education, 4. Auflage, 2008, ISBN 978-0-340-965887, p. 113
109. ↑  〈Reconstruction Finance Corporation〉. 《EH.net Encyclopedia》. 2013년 10월 29일에 원본 문서에서 보존된 문서.
110. ↑  Peter Clemens, Prosperity, Depression and the New Deal: The USA 1890–1954, Hodder Education, 4. Auflage, 2008, ISBN 978-0-340-965887, p. 114
111. ↑  Houck, D. W. (2000). "RHETORIC AS CURRENCY: HERBERT HOOVER AND THE 1929 STOCK MARKET CRASH". Rhetoric & Public Affairs, 3(2), 155–81.
112. ↑  Barber, C. L. (1978). "On the Origins of the Great Depression". Southern Economic Journal, 44(3), 432.
113. ↑  Lewis, W. A. Economic Survey, 1919–1929. London: Allen and Unwin, 1949.
114. 1 2  Roy G. Blakey, Gladys C. Blakey, The Federal Income Tax, 2006, p. 301
115. ↑  Roy G. Blakey, Gladys C. Blakey, The Federal Income Tax, 2006, pp. 302–03
116. ↑  Roy G. Blakey, Gladys C. Blakey, The Federal Income Tax, 2006, p. 304
117. ↑  Roy G. Blakey, Gladys C. Blakey, The Federal Income Tax, 2006, p. 305
118. ↑  Walsh, Kenneth T. (September 10, 2008) The Most Consequential Elections in History: Franklin Delano Roosevelt and the Election of 1932 – U.S. News & World Report. Usnews.com. Retrieved on July 14, 2013.
119. 1 2  Cole, Harold L., and Lee E. Ohanian. "The Great Depression from a Neoclassical Perspective" N.p., n.d.
120. 1 2  Chari, V. V., Patrick J. Kehoe, and Ellen R. McGrattan. "Accounting for the Great Depression" N.p., n.d.
121. ↑  De Vroey, Michel R. "Real Business Cycle Theory and the Great Depression: The Abandonment of the Abstentionist Viewpoint" N.p., n.d.
122. ↑  Lietaer, Bernard A. (July 1990). 《A Strategy for a Convertible Currency》 (PDF). 《ICIS Forum》 20 (International Center for Integrative Studies). 2025년 5월 4일에 확인함.
123. ↑  Gomez, Georgina M; Prittwitz und Gaffron, Wilko von (2018). “The pervasiveness of monetary plurality in economic crisis and wars” (PDF). 《Erasmus University Rotterdam》. International Institute of Social Studies of Erasmus University Rotterdam. 2025년 4월 25일에 확인함.

## 더 읽어보기

### 세계
- Ambrosius, G. and W. Hibbard. A Social and Economic History of Twentieth-Century Europe (1989)
- Barber, Clarence Lyle (매니토바 대학교) "On the Origins of the Great Depression" (1978)
- 보르도, 마이클, and Anna J. Schwartz, eds. A Retrospective on the Classical Gold Standard, 1821–1931 (1984) (전미경제연구소 컨퍼런스 보고서)
- Bordo, Michael et al. eds. The Gold Standard and Related Regimes: Collected Essays (1999)
- Brown, Ian. The Economies of Africa and Asia in the Inter-War Depression (1989)
- Davis, Joseph S. The World Between the Wars, 1919–39: An Economist's View (1974)
- 배리 아이켄그린 (1996), 황금 족쇄: 금본위제와 대공황, 1919–1939 (경제 발전의 장기 요인에 대한 전미경제연구소 시리즈) ISBN 0-19-510113-8
- Barry Eichengreen and Marc Flandreau, eds. The Gold Standard in Theory and History (1997)
- Feinstein, Charles H. The European Economy Between the Wars (1997)
- Garraty, John A. The Great Depression: An Inquiry into the Causes, Course, and Consequences of the Worldwide Depression of the Nineteen-Thirties, as Seen by Contemporaries and in Light of History (1986)
- Garraty, John A. Unemployment in History (1978)
- Garside, William R. Capitalism in Crisis: International Responses to the Great Depression (1993)
- Haberler, Gottfried. The World Economy, Money, and the Great Depression 1919–1939 (1976)
- Hall, Thomas E. and J. David Ferguson. The Great Depression: An International Disaster of Perverse Economic Policies (1998)
- Kaiser, David E. Economic Diplomacy and the Origins of the Second World War: Germany, Britain, France and Eastern Europe, 1930–1939 (1980)
- 킨들버거, 찰스 P. The World in Depression, 1929–1939 (1983);
- Tipton, F. and R. Aldrich. An Economic and Social History of Europe, 1890–1939 (1987)

### 미국
- 벤 S. 버냉키. 대공황에 관한 에세이 (2000)
- Bernstein, Michael A. The Great Depression: Delayed Recovery and Economic Change in America, 1929–1939 (1989) 저성장 및 고성장 산업에 중점
- Bordo, Michael D., 클로디아 골딘, and Eugene N. White, eds. The Defining Moment: The Great Depression and the American Economy in the Twentieth Century (1998). 고급 경제사.
- Chandler, Lester. America's Greatest Depression (1970). 경제사 개요.
- De Long, Bradford. Liquidation Cycles and the Great Depression (1991)
- Jensen, Richard J. "The Causes and Cures of Unemployment in the Great Depression", Journal of Interdisciplinary History 19 (1989) 553–83. 대부분의 학술 도서관 JSTOR에서 온라인 이용 가능
- McElvaine, Robert S. The Great Depression (2nd ed 1993) 사회사
- Mitchell, Broadus. Depression Decade: From New Era through New Deal, 1929–1941 (1964), 표준 경제사 개요.
- Warren, Harris Gaylord. Herbert Hoover and the Great Depression (1959).

### 미국 연방준비제도의 역할
- Chandler, Lester V. American Monetary Policy, 1928–41. (1971).
- Epstein, Gerald and Thomas Ferguson. "Monetary Policy, Loan Liquidation and Industrial Conflict: Federal Reserve System Open Market Operations in 1932." Journal of Economic History 44 (December 1984): 957–84. in JSTOR
- Kubik, Paul J., "Federal Reserve Policy during the Great Depression: The Impact of Interwar Attitudes regarding Consumption and Consumer Credit." Journal of Economic Issues. Vo: 30. Issue: 3. Publication Year: 1996. pp 829+.
- Mayhew, Anne. "Ideology and the Great Depression: Monetary History Rewritten." Journal of Economic Issues 17 (June 1983): 353–60.
- 멜처, 앨런 H. A History of the Federal Reserve, Volume 1: 1913–1951 (2004) 표준 학술 역사서
- Steindl, Frank G. Monetary Interpretations of the Great Depression. (1995).
- 테민, 피터. Did Monetary Forces Cause the Great Depression? (1976).
- Wicker, Elmus R. "A Reconsideration of Federal Reserve Policy during the 1920–1921 Depression", Journal of Economic History (1966) 26: 223–38, in JSTOR
- Wicker, Elmus. Federal Reserve Monetary Policy, 1917–33. (1966).
- Wells, Donald R. The Federal Reserve System: A History (2004)
- Wueschner, Silvano A. Charting Twentieth-Century Monetary Policy: Herbert Hoover and Benjamin Strong, 1917–1927 Greenwood Press. (1999)